# ロマンシング サ・ガ2
『ロマンシング サ・ガ2』（Romancing Sa・Ga2）は1993年12月10日にスクウェア（現スクウェア・エニックス）から発売されたスーパーファミコン用コンピュータRPGである。
『ロマンシング サ・ガ』に続くスーパーファミコンでのシリーズ作品第2作である本作は、サガシリーズとしては5作目にあたる。
2012年9月18日には本作を基にしたソーシャルカードゲーム『エンペラーズ サガ』が配信された。
2010年3月23日からは Wii のバーチャルコンソールでスーパーファミコン版の配信が開始され、2014年1月22日からはWii U、2017年8月23日からはNewニンテンドー3DSのバーチャルコンソールでも配信された。
2010年11月1日からは iアプリにて『ロマンシング サガ2』（Romancing SaGa2）のタイトルで配信が開始された。携帯電話アプリ版では前作同様タイトルに中黒が付けられていない。グラフィックと音楽が一新されたほか、アプリ版オリジナルの要素としてオリジナルダンジョン、新たなクラス（職業）や陣形、強くてニューゲームなどが追加されている。2011年3月3日からはEZアプリでも配信が開始された。
2016年3月24日から、PlayStation Vita・iOS・Android向けにリマスター版が配信が開始された。開発はドラゴンクエストシリーズのIII-VIIのリメイク作を手掛けたアルテピアッツァ。前述のアプリ版での有料追加コンテンツも無料で遊べるようになり、設定で追加コンテンツを使用しないようにすることもできる。2017年12月15日から、同リマスター版を高精細化したNintendo Switch・PlayStation 4・Xbox One・Windows（Steam）版が配信開始された。
2024年には、フルリメイク版となる『ロマンシング サガ2 リベンジオブザセブン』（Romancing SaGa2 Revenge of the Seven）が10月24日にNintendo Switch・PlayStation 4・PlayStation 5で、10月25日にPC（Steam）で発売。開発は『聖剣伝説3 TRIALS of MANA』を手掛けたジーン。グラフィックの3D化、イベントシーンのフルボイス化に加え、オリジナル版やリマスター版で挫折したユーザーのために難易度の変更が可能、戦闘システムもタイムラインバトル制（『サガ スカーレット グレイス』『サガ エメラルド ビヨンド』とは別種となる、カウントタイムバトル的なもの）が導入されるなど、根幹から再構築されている。また、音楽はオリジナルのスーパーファミコン版とオーケストラ＋バンド演奏によるリメイク版が収録され、オプション設定から自由に切替可能。2025年7月31日にはNintendo Switch 2版の発売（Switch版からの有償アップグレードにも対応）およびアップデートVer.1.1.0の配信が開始された。

## 概要
プレイヤーは舞台となる架空世界の一国「バレンヌ帝国」の皇帝となり、様々なイベントや戦闘を経て領土を拡大しながら、世界統一を実現することがゲームの最終目的となる。プレイヤーキャラクターである皇帝はひとりではなく、帝国歴1000年のレオン皇帝から始まる歴代の皇帝がプレイヤーキャラクターとなり、後述の皇位継承システムによって任意または強制的に交代しながら、育成した能力を継承していく。
プレイヤーの選択によって自分なりのストーリー展開を作り出せる「フリーシナリオ」システムが前作から引き続き採用されており、前作ではプレイヤーキャラクターを最初に選択することでストーリーを大きく分岐させていたが、本作では最初のレオン皇帝とその皇子ジェラールおよび最終皇帝は固定で、ジェラールから最終皇帝の間に選択可能なキャラクターを任意に継承先とすることでプレイヤーキャラクターが変化していく。さらに、前作にもあったプレイヤーキャラクターの行動や会話の選択肢によるストーリー分岐に加えて、年月の経過による様々なイベント変化もあり、歴史群像のような物語性を持つ。
戦闘面では、多様な「クラス（職業・種族）」のキャラクターを5人まで自由に選んで編成するパーティ制や、戦闘時のキャラクター配置により様々な効果が得られる「陣形」、剣・斧・弓など数種類の「武器」と、それを使った特殊攻撃である「技」、一般的なRPGで言う魔法に相当する「術法」などの要素があり、プレイヤーの好みを反映した多彩な戦術をとることができる。また、単に戦闘を繰り返すことでキャラクターが成長するだけでなく、武器・防具や術法を「開発」したり、強敵と戦うことで新しい技を「閃く」といった、個性的な育成システムが採用されている。
上記のとおりストーリー・戦闘の両面におけるシステム自由度は非常に高く、それゆえに選択を間違えると後で状況を打開できない事態に遭遇する場合もあるが、基本的に全滅は即皇位継承となるため、レオンの代、最終皇帝の代、および一部特殊な状況を除いてゲームオーバーは存在しない。
キャラクターのステータスなどに表向きの表記からは正確に把握できないマスクデータが存在するため、戦闘に重要な要素が分かりづらいゲームシステムとなっている。また、敵キャラクターが全体的に強めに設定されており、通常戦闘ではプレイヤー側の被害を最小限にする短期戦が求められるのに対し、HPが高いボスキャラクター戦は一転して長期戦となるので、耐性を考慮した装備の選択、特定の攻撃を無効化する「見切り技」の習得、補助術の活用などの対策が求められる。さらに、戦闘回数や年代経過により敵キャラクターが強化されていくなど、ゲームの進行に伴う不可逆的な要素も多いため、上述の様々な育成要素をバランス良く進めていなかった場合は終盤の戦闘が著しく不利となり、挽回することも困難になる。初心者は特にこのような事態に陥りがちなので、ゲームとしての難易度はかなり高い作品となっている。

## ストーリー
人々の間で語られる「七英雄の伝説」。数多くのモンスターを駆逐した後に姿を消した、7人の英雄。彼らはいつの日か再び現れ、世界を救うという。
そんな伝説も、乱世においては救いを求める人々の間で盛んに語られたが、平穏な時代になると忘れ去られていった。しかしやがて、世界には数多くのモンスターが現れ、強大な力に苦しめられた人々は再び「七英雄の伝説」を語るようになる。そして、ついに伝説のとおりに七英雄が再び戻ってきた。
この乱世の中にある小国「バレンヌ帝国」では、全盛期だった頃の広大な領土回復のために、周囲のモンスターを駆逐していた。そんなある日、正体不明の魔道士が帝国を訪ね、七英雄の存在に警戒するよう忠告をしてきた。なぜならば、七英雄たちは世界を救うという大義からかけ離れた凶悪な振る舞いをみせていたからだった。魔道士は、七英雄に対抗するための力として、自らが認めた跡継ぎにその能力を受け継がせる能力「伝承法」を皇帝に与えた。
こうして、領土拡大と世界の平穏を目的としたバレンヌ帝国は、伝承法の力で代々の皇帝に戦う力を受け継がせながら、長大な戦いに突入していくことになるのであった。

## システム

### フリーシナリオ
前作に引き続き採用しているシステムで、既存の日本のRPGに見られる一本道の展開を排除してプレイヤーに多くの選択を用意した自由度の高さが特徴。行き先やイベントをいくつかの候補の中から選ぶことができ、場合によっては途中でイベントを放棄することも可能だが、前作と異なり戦闘回数の増大によってイベントが自然終了することはなく、主要なイベントは全てクリアする必要がある。強力なボスにいきなり挑戦も可能な一方で、手も足も出ずに全滅といったことが起こりうるのも前作同様である。
本作においては「帝国が国力をつけるために各地を制圧する」というストーリーで進んでいき、イベントをこなすことでその地域を制圧し、帝国の領土を広げる。領土の地域では「税収（後述）が増える」「地域のキャラクターを仲間として使用できる」「地図からその地域にジャンプできる」など、様々な恩恵が受けられる。ただし必ずしも制圧できるとは限らず、絶対に制圧できない地域もある。
パーティキャラクターは、クラスを持ったキャラクターを帝国の城内などで自由に勧誘することができ、自分の戦略・趣味に合ったキャラクターを選び、最大5人のパーティーメンバーを決定する。ただし、一度メンバーに加えるとそのメンバーが死亡するまでパーティから外すことはできない。また、同一のクラスを仲間にできるのは男女各1人まで。選べるクラスの種類はイベントのクリアと共に増加していく。
世界は16の地域に区切られ、それぞれ様々な町・ダンジョン・イベントが用意されている。地点間は前作同様、地図上から地名を選択して移動する。基本的には前作を踏襲しているが、地名だけでなく街やダンジョンのアイコンも表示されている。今作では世界全体の地図も表示可能で、領土の地域であれば遠く離れた場所にも直接移動できる。領土でなくダンジョン経由でないといけない地域は、都度ダンジョンを経由しないといけない。

### エンカウント
前作に引き続き、シンボルエンカウントと戦闘回数による敵ランクの上昇方式が採用されている。マップ画面にプレイヤーと同じく敵がシンボル表示され、接触する（される）ことで戦闘が開始されるため、敵のシンボルとの接触を避ければ戦闘そのものを回避できる。本作ではダッシュをすることができるが、ダッシュ中は視界がプレイヤーキャラの周囲の狭い範囲のみとなり、ダッシュ中に接触した場合は陣形が何の効果もない「フリーファイト」に変更され敵が先制しやすい状態での戦闘を強いられる（背後から接触された場合も同様）。
今作では敵シンボルは接近時に迫ってくるものの、動きはある程度ランダムであり、ダンジョン突入時から主人公目がけて追いかけてこないため、前作と比較して戦闘を回避しやすい。
前作同様、敵のシンボルは種族ごとに違うため、シンボルの外見から敵の内容をある程度判断することができる。
フリーシナリオシステムを採用している都合上、エンカウント時に出てくる敵の強さは「戦闘回数」に応じて上昇していく「敵ランク」で決まる。ただし戦闘から退却しても戦闘回数がカウントされるため、敵から退却を繰り返すと、味方が強くならないまま「敵ランク」が上昇し、強敵が出現するようになる。例外として、アプリ版・リマスター版で追加された追憶の遺跡に出てくる敵は階層ごとにランクが固定されている。ただし、メルー砂漠の蛇系モンスターやターム系モンスター（後述）など、特殊シンボルのキャラはこの戦闘回数に影響を受けず固定の敵が出現する。
『リベンジオブザセブン』では敵ランクの上昇条件が「戦闘勝利回数」に変更され、戦闘からの退却は敵ランクに影響しなくなった。

### 戦闘システム
HPに加えてLP（ライフポイント）の概念が設定されている。LPとはキャラの生命力を表す数値であり、HPが0=戦闘不能になった場合・および戦闘不能状態で追撃を受けることによって、1ずつ減少する（ただし、基本的に敵が自分から単体攻撃で追撃することはない）。LPが0になるとそのキャラは死亡してしまい、パーティから消滅（ロスト）する。HPに比べ、LPは回復手段に乏しい。なお、本作以降の多くの作品ではHPが戦闘終了後に全回復する仕様になり、そのぶん全体的に敵から受けるダメージ量が多い。戦闘に常にボス戦のようなダイナミズムを与えると同時に、LPによって戦闘不能になるリスクを持たせた形となっている。
戦闘はターン制で、ターンの初めに所持しているアイテム、もしくはアイテムに応じた各キャラが覚えている技・術を選択し、概ね装備の重量を加味して素早い順に行動していく（陣形によっては、素早さとは無関係に行動順が決まる場合もある）。基本的に、技はWPを、術はJPを消費する。術の効果を持った武器による術を使う場合、JPでなくWPを使用して発動する。敵が技・術を使用してくることもあるが、それに対して「見切り」を覚えていると、その技を100%回避できる。序盤での「ソウルスティール」など、特定の見切りを必要とするボスも存在する。
属性の管理システムが前作から大幅に変更され、本作以降では全ての攻撃に「斬（斬撃）・打（打撃）・突（突き）・射（射撃）・熱（高温）・冷（低温）・雷（電撃）・状（状態異常）」の 8つの属性が設定されており、防御側には各属性に対する防御力がそれぞれ設定され、対応する属性の防御力が高いほどダメージを軽減するシステムになった。前作までは、例えば「炎に耐性を持つ防具を装備していれば炎属性の魔法攻撃が効かなくなる」という、属性遮断を行なう概念のみが存在し、それ以外は物理防御力・魔法防御力の 2種類のみであった。本作でも、従来のように特定の性質の攻撃を無効化する耐性もあるが、属性の概念が一新されたため、区別するために「特性」という用語になっている。結果として、特定の属性が効きにくい防具が登場したり、敵側も例えば打属性の攻撃を激減もしくは完全防御するスライム系、突きや射撃には強いが打撃や熱に弱い骸骨系といった、いっそうの個性化が図られている。「防御特性」と呼ばれるこのシステムは、『女神転生』シリーズがモデルとなっているとのこと。それに合わせ、弱点のシステムも変更され、通常の属性であれば「対応する属性の防御力が低い状態」でしかなく、絶対的な急所という概念ではなくなった。「浮遊」「女性」といった、種族が持つタイプに特効するシステムは残されているが、こちらも一定確率で即死させる効果は失われている。ただし、装備品の防御力は斬属性しか表示されない。そのため、防具の種類と敵の使う技によっては、数値以上のダメージ増減を発揮する可能性が多い（例えば、兜系は斬属性防御が低く表示上は弱いが、打属性防御が高いのでダンターグなどに有効）。さらに、盾を装備している場合、表示される防御力の総和はシールドガードが発動した時の値という意味になり、さらに乖離が激しくなる。
今作でもパーティが陣形を組んで戦闘するシステムは導入されているが、前作と内容は変更されており、それぞれに特徴を持った陣形の中からあらかじめ選択する。陣形には様々な特徴があり「絶対に先手が取れる」「1人に敵の攻撃を集中させる」など、多々存在するが、敵の近接攻撃に絶対に狙われないポジションはなくなった。新しい陣形を覚えるには、その陣形に対応したクラスのキャラを皇帝にして陣形の練習をしている兵士に話しかける必要がある。ただし、これらの特性はメンバーのうち1人でも戦闘不能になると無効となるものが多い（ステータス強化は影響なし）。

### キャラクター設定
プレイヤーのパーティキャラクターおよび歴代皇帝となるキャラクターは、様々なクラス（職業・種族） の中から選択する。クラスには男女ともに存在するものや、片方の性別のみ存在するもの、そして性別が不明の者もいる。本先には、特定の性別のみに効く魅了攻撃や、特定の性別を持つものに特効する効果を持つ攻撃があるほか、キャラクターの性別は一部の回復アイテムの対象に影響を及ぼす。
パラメータ
サガシリーズの特徴として、キャラクターの成長はレベル制ではなく、戦闘終了後に HP 等の各種パラメータが個々に上昇する。ただし今作では特定の能力値が各キャラ固定となっていて、装備品での補強以外では強化不能。初期パラメータは、ランダムで変動する。
- HP - 耐久力。0になると気絶し、LP が 1 減る。戦闘終了後に成長し、ダメージを受けた分は全回復する。
- LP - 生命力。通常はHP0（気絶）・気絶中に攻撃を受けるとそれぞれ1減るが、LP自体にダメージを与える特殊な攻撃もある。0になると死亡してパーティから離脱（皇帝だと戦闘敗北）。
- WP - 技力。技の使用で消費する。武器や体術の技能レベルに連動して成長する。その武器が得意でなくても計算されるので、不得意な武器をあえて使うことで比較的楽に上げられる。
- JP - 術力。術法（後述）の使用で消費する。術法の技能レベルに連動して変動する。術を覚えるだけでマスターレベル（後述）に応じてすぐ上げられるが、所有できる属性は3つまでのため上限値はWPよりも低い。
- BP - 『リベンジオブザセブン』ではWPとJPが1つに統合され、技と術法の使用で消費し、戦闘から逃げる際にも消費する。全員のBPが0になると逃げる事ができない。
- 腕力 - 武器（小剣・弓以外）の威力に関わる。キャラクターごとに固定。
- 器用さ - 小剣・弓の威力に関わる。キャラクターごとに固定。
- 素早さ - 行動順、回避率、体術の威力に関わる。武器・防具に設定されている重量によって下がる。キャラクターごとに固定。
- 体力 - HPの上昇量、再生状態でのHP回復量、毒のダメージ、状態異常の自然回復力に関わる。キャラクターごとに固定。
- 魔力 - 術法の威力に関わる。キャラクターごとに固定。
- 理力 - 冥術（後述）の威力を上げ、その他の術の威力を下げる。キャラクターごとに固定。ゲーム内に名称が登場して数値が確認可能になったのはアプリ版とリマスター版である。
- 防御 - 装備した防具性能の合計。受けるダメージを軽減する。
- 技能レベル - 技・術の熟練度であり、高いほど効果が上昇する。また、技や術を使用するときに消費するWPとJPは、武器や術の技能レベルが高いほどより多く成長する。武器や術の系統ごとにそれぞれ技能レベルが存在しており、戦闘終了後に得る「技術点」が戦闘で使った技能に充てられて成長し、技能レベルを上げることで強化していく。技術点は戦闘中に選択した系統全ての分配されるため、いくつも使っていると上昇が遅くなるが、メリットもある。また、選択されただけで有効であり、実際にポイントを消費したりして使用しなくても成長する。

隠しパラメータの一種として、「マスターレベル」というものも存在する。これは世代を超えてパーティ全体で共有される技能レベルで、新規に加入したメンバーの技能レベルはこのマスターレベルに各キャラに設定された補正値を加えたものとなる（不得意な系統の場合、レベル0で固定）。皇帝の場合、各キャラの最終技能レベルが現在のレベルよりも高い場合のみ引き継がれるため、様々なクラスを皇帝とすることでWP・JPをはじめとしてメンバーで最強となりやすい。マスターレベルは通常の技能レベルと異なり、戦闘に使用した系統全てに獲得した技術点がそっくり反映される。その為、ゲーム全体を通して使用頻度の少ない系統は常時弱くなってしまう。また、レベルの上昇速度も通常の技能レベルよりも遅い。術法研究所で習得できる術は合成術も含めてこのマスターレベルに応じて増加する。マスターレベルは隠しパラメータで表示されることはないが、体術以外は「帝国軽装歩兵」を加入させることで、術はその系統の術を新規に習得することで確認可能。体術は格闘家などの体術使いの初期レベルからおおよそ判断するしかない。冥術のマスターレベルを上げるには、ツキジマのイベント関連で冥術を使用可能な状態にしなければならない上に、冥術の技能を持つクラスが存在しないため、他の各種マスターレベル上げよりも非常に手間がかかる。世代交代で冥術のマスターレベルを引き続き上げたい場合、皇帝に冥術を習得させるしかない。
なお、皇帝の HP・技能レベル（および技・術）は、伝承法によってそのまま次の皇帝に引き継ぐようになっており、伝承法によってレオンからの皇帝の記憶・能力を受け継ぐ設定を反映させている。
武器
攻撃用の装備で、片手用・両手用がある。4つまで装備可能（『リベンジオブザセブン』では2つまで）。盾の効果は両手用武器では発生しない。
各キャラには得意武器が設定されており、技の閃きの可否に影響する（素手での格闘である「体術」を含む）。
『リベンジオブザセブン』では全ての武器の技術レベルが個別に設定され、共有するものはない。
- 剣 - 片手用。威力は標準的で技のバリエーションが豊富。大剣と技能レベルを共用する。
- 大剣 - 両手用。敵単体に高威力の攻撃を行う技が多い。剣と技能レベルを共用する。
- 斧 - 片手用。高威力だが命中率に難がある。遠距離攻撃が多い。棍棒と技能レベルを共用する。
- 棍棒 - 片手用。威力はそこそこで、補助に役立つ追加効果が豊富にある。斧と技能レベルを共用する。
- 槍 - 両手用。威力の高さと豊富なタイプの技を併せ持つ。槍斧・小剣と技能レベルを共用する。
- 槍斧 - 両手用。槍と同じ技が使用できるため、槍と同じ特徴を持つが、武具の開発では別種の武器として発注できる。
- 小剣 - 片手用。威力は低いが命中確率が高く、盾で回避されない。槍と技能レベルを共用する。
- 弓 - 両手用。全てが遠距離攻撃であり多数の敵を攻撃する技が多い。
- 体術 - 両手用。武器の威力に依存せず、本人の成長にしたがって威力が大きく上がる。爪と技能レベルを共用する。
- 爪 - 特定の条件を満たすと爪を伸ばして武器にすることができる。打属性の体術と違って斬属性で、一度装備すると外せない。体術と技能レベルを共用する。

防具
防御用の装備。通常は3つまで装備可能だが、4つ目に専用装備を身につけたキャラもいる。基本的に1種類1つしか装備できない。『リベンジオブザセブン』では盾、頭部、体、腕、足の各部位全てに装備可能だが、アクセサリーは1つだけ。
- 盾 - 特定の攻撃のダメージを一定確率で抑える。
- ガーダー - 盾と似ており、回避率は低いが発動すれば攻撃自体を無効化できる。盾とガーダーはどちらか1つしか装備できない。
- 身体 - 胴体用防具。物理防御重視の「重鎧」、軽量の「軽鎧」、魔法防御重視の「ローブ」がある。
- 頭 - 頭用防具。物理防御重視の「兜」、軽量の「帽子」がある。
- 腕 - 腕用防具。腕力や器用さを補強するものがある。
- 足 - 足用防具。素早さを補強するものがある。
- 全身鎧 - 身体・頭・腕・足の防具がセットになったもの。部位が重複する他の防具とは併用できない。
- 服 - 鎧の下に着るため、全身鎧とも併用が可能。
- 指輪 - アクセサリー。主に魔法防御や耐性重視で、装備欄の許す限りいくつでも装備できる。

術
多くのRPGで言う所の「魔法」にあたるもの。攻撃・回復・防御面で強力なためゲーム全般で重要な要素。
本作では修得にあたり、政策によって術法研究所を建設する必要がある（ある条件を満たせば、術法研究所の東側に冥術研究所が建設されるようになる）。上位の術はその系統の技能レベルが低いと覚えられないため、鍛えた系統であれば強力な術を使えるようになる。最初から術を覚えているクラスもあるが、該当する系統を鍛えていればより強力な術を覚えた状態でスタートする。
本作より、術はメニュー画面から武器と同じように専用のスロットに8つまでセットするようになっている。したがって、覚えられる術であっても一度に全てを使用することはできない。すでに8つ覚えている状態の場合、どれか1つを忘れることで代わりに覚えることになる。
術には相反する系統が設定され、それらを1人が同時に覚えることは不可能。
- 水術 - 回復に優れ、水だけではなく時の流れまで操る術。火術と相反する。
- 火術 - 攻撃や生命に関する補助効果を操る術。水術と相反する。
- 地術 - 主に防御的な補助要素の高い術。風術と相反する。
- 風術 - 攻撃方面の補助に優れている術。地術と相反する。
- 天術 - 光や熱を操る攻撃的な要素の強い術。冥術と相反する。
- 冥術 - 負の力を操ることができる術。特定のイベントを経ることで使用可能。天術と相反する。

合成術
術の技能レベルを高めることで、術法研究所で発注することのできる強力な術2系統を掛け合わせたものとなり、多額の費用を研究所の魔道士に支払う必要がある。発注後もすぐには完成せず、完成は世代交代が必要になる。術スロットは通常の術と共用する。
合成のための系統を全て覚えていないと、新たな合成術を覚えることはできない。
相反する術を覚えることで合成術の系統との食い違いが起きた場合、その合成術を忘れてしまう。

### 閃き
「閃き」とは、武器を使ったバリエーション豊かな攻撃方法である「技」の修得方法であり、本作から採用された。「閃き」が発生すると、戦闘中に攻撃を行おうとしたキャラクターの頭上で突然豆電球が光り、その瞬間に新たな技・見切りを覚える。技の場合は、元々コマンド入力していた攻撃ではなく即座に閃いた攻撃を行う。
本作以降の技は、武器の系統毎に定められているため、同じ系統の武器であれば異なる武器でも同じ技が使用可能で、既に覚えた技を別の武器で使いまわすことができる。閃きには覚えたい技ごとに条件が定められ、特定の技を使うことでさらに覚えられる技や、特定の武器でしか使えない技も存在する。したがって、前作と異なり、取り扱う武器が増えても、武器の系統が同じであるかぎり、技のバリエーションが増えることはほとんどない。
見切りは、敵から技を受けたときに閃き、その場で敵の攻撃を回避する。強力な技を見切るには、それに見合った強敵と戦う必要がある。以降のターンやそれ以後の戦闘でも、見切った技は同じように回避できる。
閃くためには、各技に設定された技レベル（隠しパラメータ）に応じた技レベルを持つ敵と接触する必要がある。攻撃の場合はその技を習得できるキャラがその敵に対して主に通常攻撃を仕掛け、見切りの場合はその敵が使用することで閃くことができ、習得するキャラの技能レベルはマスターレベルを含めて一切考慮されない。また、閃き先の技レベルと敵の技レベルに応じて閃く可能性が異なっており、同じ場合は2割で閃き、そうでない場合は敵の技レベルが高いほど閃きやすい（最大で1割弱）。混乱・魅了を食らった味方による攻撃から見切りを閃く場合、そのキャラのすべての技能レベルの平均が参照される（術の技能レベルは除く）。一部の見切りは非常に技レベルが高くなっていて敵が使用する場合では習得できず、味方（基本的に皇帝）からの攻撃を受けるしかない（見切りの技レベルが敵の技レベルを大きく上回っているため）。味方からの攻撃を効率良く見切るには、見切りたい技をセットした味方の技能レベルを調整する→術を使わせないためにJPを0にしておく→重量の高い防具を装備して素早さを下げる→敵から狙われやすい場所に配置する（味方ならインペリアルクロスの先頭か、皇帝なら鳳天舞の陣 等）→味方が行動前に混乱・魅了を食らうことで見切りたい技を味方に使う、次ターンで混乱・魅了が継続した場合、味方に技を使うのを待つ等、かなり高度なテクニックが必要になる。
修得した技（および見切り）の管理方法も前作とは異なる。前作では「熟練度を高めた武器を装備している限り対応した技を使用できる」方式だったが、本作では異なる武器間で技を使い回せるため、術と同じように、技自体をメニュー画面にて装備するシステムを採用した。技と見切りは、技スロットに合計8つまでしか一度に装備できないため、使用したい技・必要な見切りを厳選する必要がある。
ただし、本作では帝国の施設の一つ「技道場」を介しないと、既に覚えた技を新たに装備させることはできない。また、技道場自体が「先代までに覚えた技を次の世代に伝える存在」のため、条件さえ整えばすぐに全員が覚えることのできる術とは異なり、覚えたばかりの技は世代交代しなければ技道場から覚えることはできない。しかしながら術と異なり、メニュー画面から覚えた技を削除する「封印」はいつでも可能であるため、世代交代前に技を封印した場合、その世代に限っては再使用には閃き直す必要がある。また、技・見切りが8つ全て埋まっていると閃くことはできなくなるため、技のレパートリーを増やしたいならば自発的に覚えた技を封印することも必要になってくる。
一部の武器（および防具）は、前作同様に覚えれば「その武器を装備している限り使用可能な技」が少数だが設定されており、前作とは異なり武器を外しても固有の技は失われず、ほかのキャラクターに装備させてもその場で使うことができる。また、異なる武器に同一の固有技が設定されている場合、一つで閃くことで他全ての武器でも使用できる（ただし、閃ける武器は決まっている）。

### 皇位継承
前述のように、本作では「世代交代」の概念がある。イベントをこなすことでゲーム内に設定された年月が大きく経過して、現在の世代のパーティは強制的に寿命で全ていなくなる（経過年数によっては生きていそうではあるが、いずれにせよ前線に出られる年齢ではない）。そこで、選抜される4人の候補者から選択したキャラクターが次の皇帝になり、次の世代がスタートするようになっている（選出される候補者にはある程度法則がある）。これを「年代ジャンプ」と呼び、場合によってはイベントの内容が変化・消滅したり、新イベントが発生することもある。主要ボスとなる七英雄の一部はゲームの進行によって強化される場合がある。修得した技が「技道場」に登録されて誰でも使えるようになったり、前の世代で開発した武器・防具が量産されて店頭で購入できるようになったり、新たな合成術が完成したりするため、年代ジャンプはゲーム中の大きな節目となっている。尚、年代ジャンプする時の年数は、戦闘回数などによって変動する。
年代ジャンプは「○○を制圧した」などの字幕が表示されるイベントをクリアした時に条件を満たしている場合のみ発生する。条件はイベントを達成するごとにポイント（隠しパラメータ）で、これが規定値以上になるかその規定値よりも低い値で戦闘回数がある条件を満たした場合となっている。
なお、全滅した場合は仲間にできるキャラのうちパーティに入れていないキャラから選ばれた4人の中から、年代ジャンプ前に皇帝のLPが0になって死亡した場合は残った4人のパーティメンバーの中から、新たな皇帝を選択し、その時代を再び進めていく。また、年代ジャンプには限りがあり、最終皇帝（後述）が出現した後は年代ジャンプによる皇位継承は発生しない。

### 政策・開発
帝国の主な収入源は税金であり、領土の増加などによって増額する。1回の戦闘ごとに（退却してもよい）、この額が収入として国庫に入る。また、宝箱などから財宝として資金を得ることもある（所持金が保有限界になっていない場合、その分が差し引かれる）。
皇帝として行う政策には帝国の資金が必要となる。前述の「合成術の発注」以外にも、より高性能な装備品の開発・術法研究所や帝国大学などの建設事業などがあり、莫大な費用がかかることもある。各地の店に並ぶ武具も、そのほとんどは帝国の開発状況に比例したものになるため、ほかのRPGの要領で武具を探すため新天地の店を訪れても、多くは本拠地アバロンと同等のものしか陳列されていない。なお、税金を得るために必要な戦闘を重ねることで敵のランクが上がるため、パーティの成長を同時に考えた上で戦闘をこなす必要もあり、不用意な退却の繰り返しをすると強敵に対処できなくなる可能性もある。これが本作の難易度を上げる要因の1つとなっている。
店頭で品物を購入する場合、領土内の店であれば原則無料だが、購入できるアイテムは装備品に限られ、薬品などの消耗品は原則として非売品である。そうした消耗品は、敵キャラクターからの戦利品として入手するか、もしくは年代ジャンプによりアイテムを保管する「倉庫」に自動的にストックされる形での入手が基本。したがって回復アイテムをむやみに使用することはできなくなっている。『リベンジオブザセブン』では倉庫が撤廃され、消耗品も店で買えるが、領土内の店であっても有料となる。

## 登場人物
声は「リベンジオブザセブン」でのもの。

### バレンヌ帝国皇帝
レオン
声 - 堀内賢雄
物語開始時のバレンヌ帝国皇帝。皇帝でありながら、日々自ら先頭に立ってモンスターとの戦いに臨み、帝国を護っている。ジェラールにとっては厳しくも優しい父であり、経験のために彼を連れてモンスターの退治に当たることもある。命を賭してクジンシーの必殺技「ソウルスティール」の見切りを会得し、ジェラールに伝承法と共に帝国の未来を託して死亡する。
ジェラール
声 - 小林裕介
物語開始時のバレンヌ帝国第二皇子。武勇を誇る父レオンや兄ヴィクトールとは違い、争いを好まない大人しい性格。それが災いしてか、一部の臣下からは頼りなく思われている。腕力の数値は17となっているが、腕力の高さを要求されるイベント（各クラスの腕力平均値が17以上）に挑戦できないよう設定されている。
クジンシーとの戦いでヴィクトールとレオンを立て続けに失うが、伝承法によってレオンの能力を受け継ぎ、アバロンに攻め込んで来たゴブリンの群れを一掃した後、クジンシー討伐を始める。ここより、歴代皇帝と七英雄の長きに渡る戦いが幕を開ける。
最終皇帝（男・女）
声 - 梅原裕一郎（男）、Lynn（女）
終盤までゲームを進めた場合や、他に皇帝継承できるキャラクターがいなくなった場合に即位するキャラクター。説明書には「名前を設定したキャラクター」などの、VC版ウェブサイトでは「主人公」との表記があるが、一般的には「最終皇帝」と呼ばれる。デフォルト名は存在しない。ゲーム開始時に名前と性別を設定可能で、この皇帝が即位すると以降は皇帝継承が不可能になる。ラスボスとの戦いは、普通にプレイしていれば最終皇帝の時代になるが、ゲームの進め方次第では最終皇帝が登場する前にラスボスと戦うことも可能。
エンディングでは七英雄を討伐して以降バレンヌ帝国が共和制に移行したことで隠居の身となり、これにより文字通りバレンヌ帝国最後の皇帝となった。
『リベンジオブザセブン』で獲得できる陣形は初期陣形「インペリアルクロス」の最終形態であり、防御を犠牲にする代わりに攻撃に特化した「インペリアルフォース」。前列が単騎で突撃しつつ残りの後列勢は中央2名の術法攻撃と両翼2名の物理攻撃を上げて援護を行う。

### クラス（職業・種族）
プレイヤーのパーティキャラクターおよび歴代皇帝となるキャラクター。
特別な背景を持ったキャラクターは基本的になく、それぞれ独自の職能集団 / 種族として扱われる（クラスと呼ぶ）。例えば重装歩兵ならば「防御力に優れ、剣を得意」とし、シティシーフならば「素早さに優れ、小剣を得意」とするなどである。ただし、この「得意」というのは技能レベルのみに該当し、パラメータとの相性・閃きの可否などを考えた場合は、必ずしもその武器が最適になるとは限らない。
1クラスに8名キャラクターが存在し、また、同じクラスでも男女や人物によって性能や閃くことができる技が異なるが、クラス毎の大まかな特徴は共通。1人をパーティに加えると、即座に次の1人がスタンバイするようになっており、全てを使いきっても再び1人目のキャラクターが再スタンバイするため、人材が枯渇することはない。ただし同じクラスのキャラクターを一度に2人以上パーティに加えることはできない（男女別の場合はそれぞれ1人ずつ加えられる）。
8名のキャラは年代ジャンプによってもシフトし、8名すべて登場すると最初のキャラに戻る。
皇帝のクラス・口調・性別・ステータスによって、イベントに変化をもたらすこともある。その為、挑戦するイベント次第では皇帝継承を考慮する必要がある。
クラスごとの口調は、通常口調とワイルド口調の2つに分別されている（会話の内容で、一人称・二人称・語尾の違いで判別可能）。
『リベンジオブザセブン』では、オリジナル版やリマスター版では陣形が存在しないクラスに陣形が追加された。
帝国重装歩兵（男）
声 - 松田健一郎
初期から仲間にでき、体力に優れるのでパーティの盾役になることが多い。見た目とは違い、腕力の平均値が16以下の為、腕力の高さを要求されるイベントに挑戦できない（クラス全体の腕力の平均値が反映されている為、個人の腕力は関係無い）。主に片手剣を得意とするが、一部のキャラクターは他の武器系統に適性がある。
「ベア」など、大型の動物や硬い外殻を持つ動物に由来する名前が付けられる。
『リベンジオブザセブン』で獲得できる陣形は、初期陣形「インペリアルクロス」の応用で敵を前列への攻撃に集中させつつ防御力を強化する「インペリアルシールド」。
帝国軽装歩兵（男/女）
声 - 村田太志（男）、川井田夏海（女）
初期から仲間にでき、あらゆる系統の武器の扱いに長けている。全てのキャラが体術以外の技系統に対する適正が＋1であるため、マスターレベル確認に便利。また、全体のマスターレベルが高いとWPの初期値が皇帝に次ぐレベルとなるため、高消費の技も連発しやすい。
「ジェイムズ」や「ライーザ」などアメリカ人の大統領と女優に由来する名前が付けられる。
『リベンジオブザセブン』で獲得できる陣形は、「インペリアルシールド」に似ているがT字の形ながら前列の近距離攻撃を上げる「インペリアルクロス」の応用陣形の「インペリアルアタック」。
帝国猟兵（男/女）
声 - 加隈亜衣（女）、清水優譲（男）
初期から仲間にでき、弓を得意とする。男女共に器用さが高い。一部のキャラクターは槍・小剣に適性がある。
「ヘンリー」「テレーズ」など、イギリスの王（または女王）に由来する名前が付けられる。
『リベンジオブザセブン』で獲得できる陣形は、「インペリアルアタック」の逆配置バージョンで後列3名の遠距離攻撃を上げる「インペリアルクロス」の応用陣形の「インペリアルレイ」。
宮廷魔術師（男/女）
声 - 白石晴香（女）、鈴木崚汰（男）
初期から仲間にでき、男は水・風、女は火・風の術法を得意とする。男女共に固定装備として「識者のローブ」を着ているため防御力の高い鎧と全身鎧が装備できない。また、ごく一部のキャラクターのみ武器系統に適性がある。
男性は「アリエス」など星座に由来する名前が付けられ、女性は「エメラルド」など宝石に由来する名前が付けられる。
『リベンジオブザセブン』で獲得できる陣形は、初期陣形「インペリアルクロス」の応用で斜め横3名の術法攻撃を上げる「インペリアルマジック」。
フリーファイター（男/女）
声 - 八代拓（男）、桑原由気（女）
傭兵。初期からいるが、仲間にできるのは特定のイベント後。男女共に攻撃力に優れ、男は大剣、女は片手剣を得意とする。
「ヘクター」や「アンドロマケー」など、ギリシャ神話の登場人物にちなんだ名前が付けられる。
『リベンジオブザセブン』で獲得できる陣形は、「インペリアルアタック」と同じ効果ながら陣形が獣が牙を剥き、獲物に襲いかかるさまを模している「アサルトファング」。
フリーメイジ（男/女）
声 - 松重慎（男）、東内マリ子（女）
フリーで術法を研究している老練の術法使い。術法研究所を設立すると出現。男性は水・土、女性は火・土の術法を得意とする。斧・棍棒に適性を持つが、一部のキャラクターのみ適性がない。
男性は「レグルス」といった星の名から、女性は「ローズ」など花の名にちなんだ名前が付けられる。
『リベンジオブザセブン』で獲得できる陣形は、前列2名が術法防御を上げ、後列3名は術法攻撃を上げるという「マジカルハット」。
シティシーフ（男/女）
声 - 内田修一（男）、稲川英里（女）
アバロンで闇稼業を営む盗賊。素早さに優れ、男性は剣、女性は小剣に長ける。女性のみ「ヒールのサンダル」を固定装備しているため、他の足防具と全身鎧を装備できないが、専用体術技「ふみつけ」を使用できる。
男性は「スパロー」などの鳥の名から、女性は「キャット」など動きの素早い小動物にちなんだ名前が付けられる。
獲得できる陣形は、皇帝が後方に下がって被弾率が大幅に下がるフリーファイトの亜種「フリーファイト-1」。ただし、0％ではない。皇帝は攻撃のダメージが強化されるが素早さが落ちてしまい、他のメンバーは素早さが上がる。
軍師（男）
声 - 烏丸祐一
帝国大学の学生で、設立後皇帝が入学して学生を集めると現れる。一見すると怠け者だが知識は本物で、策略家の七英雄ボクオーンを打ち破る策を皇帝に与える。魔力が高いうえに初期から3種類の術法が使用でき、術法攻撃の大家。中でも「コウメイ」の術攻撃力は作中最強を誇る。その反面、総じて腕力・体力・器用さが低く、武器の技能レベルに適性のあるキャラクターは少ない。ツキジマのイベント関連で冥術について記された書物を見せると、我々の使うべき術ではないため捨ててしまうよう進言するあたり、冥術を快く思ってない様子が窺える（他の術士達と違い、冥術研究所に現れることはない）。
「シゲン」や「コウメイ」など、三国志に登場する軍師や知将の字（あざな）にちなんだ名前を付けられる。
獲得できる陣形は、皇帝を囮として防御を固め、それ以外は行動後に防御を固める「鳳天舞の陣」。
『リベンジオブザセブン』では帝国大学を建設して、皇帝が入学しただけでは仲間にならず、ボクオーンを打ち破る策を使ってボクオーンを倒さないと仲間にならない。
インペリアルガード（男/女）
声 - 江頭宏哉（男）、東内マリ子（女）
帝国防衛のために新設された屈強の兵士。槍を得意とする。総じて腕力とLPが高く、器用さと素早さは低い。男性は腕力と体力が高く魔力が低いのに対して、女性は男性よりも魔力が高く腕力と体力は若干劣るバランスタイプになっている。
男性は「ワレンシュタイン」など歴史上の将軍、女性は「ミネルバ」などローマ神話の女神に由来する名前が付けられる。
獲得できる陣形は、先頭に攻撃を集中させて最後衛を守る初期陣形「インペリアルクロス」をバージョンアップさせた「インペリアルアロー」。前衛と後衛の狙われやすさがより極端になる他、後衛以外の素早さが上がり、行動後に防御になるキャラが多くなっている。ただし、後衛が行動前に防御しなくなる。
格闘家（男）
声 - 前田雄
南バレンヌの格闘集団「龍の穴」の総帥。鍛え上げられた肉体を誇り、体術を得意とする。スライム系のモンスターなど、体術が効かない敵は苦手だが、体術技によってはスライム系に通用する技も存在する。体力とLPが高い反面、キャラクターごとに腕力と素早さのばらつきがあるため、体術の威力が不安定になりがち。また、体術以外の武器に適性がないため、他の戦士系クラスよりもWPの初期値が低く、WPが不足しやすい。
「カール」などプロレスラーに由来する名前が付けられる。この中に「ハセ」や「ライガー」といった日本人が含まれている。
獲得できる陣形は、左に配置されたキャラから順番に攻撃していく「龍陣」。狙われやすさはやや変則的。
サイゴ族（男）
声 - 玉井勇輝
「ムー」という動物と共に生活し、ナゼール地方と氷海地方を行き来する遊牧民族。棍棒を得意とする。
「エイリーク」など北欧神話の登場人物にちなんだ名前が付けられる。
獲得できる陣形は、全ての敵が行動してから行動を開始する「ムー・フェンス」（アプリ版以降は「ムーフェンス」）。スタンなどに弱いが、全員が防御状態となるため攻撃力の高い敵に有効。龍陣同様、行動順が決まっている（選択時の順番と同じ）。
武装商船団（男）
声 - 星野貴紀
海賊やモンスターに対抗するために武装された船団の頭。素早さが高く斧を得意とする他、船の扱いにも長ける。
「エンリケ」など歴史上の武装商船が活躍した時代の提督にちなんだ名前が付けられる。
獲得できる陣形は、ムー・フェンスとは逆に、常に敵より先に攻撃を行う「ラピッドストリーム」。先んじて戦力を削ったりスタンさせたりできる他、強力な防御能力を持つが1ターンしか効果のない「光の壁」などを最大効力で使用できるが、一人でも倒れるとその特性は失われ、デメリットである「素早さ半減」のデバフ効果だけが有効となる。
ホーリーオーダー（男/女）
声 - 小林親弘（男）、石見舞菜香（女）
カンバーランドで結成された聖騎士団。男性は剣に、女性は術法に優れる。男女共に固定装備として「聖騎士の盾」を持つ。総じて素早さが低く、「聖騎士の盾」による重量の影響で、設定されている素早さの数値よりも実質的に低い。
「ゲオルグ」や「ソフィア」など聖書にちなんだ名前が付けられる。
獲得できる陣形は、前衛3人が同率で狙われやすくなるが後衛2人はほぼ狙われなくなる「ホーリーウォール」。
ノーマッド（男/女）
声 - 清水優譲（男）、川井田夏海（女）
ステップを行き来する遊牧民族。斧・弓を得意とする。
男性は「アルタン」など遊牧民の王にちなんだ名前が付けられ、女性は「ファティマ」など千夜一夜物語に登場する女性の名前からとられている。
獲得できる陣形は、前衛2人に攻撃が向きやすくなり、それに加えて皇帝の3人に素早さ強化と行動後に防御する恩恵が与えられる「ワールウインド」。
デザートガード（男）
声 - 石井隆之
名前の由来：千夜一夜物語に登場する王や大臣の名前（読み方はマルドリュス版による）から。「シャールカーン」など。
テレルテバを守る砂漠の剣士。大剣を得意とする。
獲得できる陣形は、皇帝の攻撃力・防御能力が強化される代わりに比較的狙われやすくなる「デザートフォックス」。
イーストガード（男）
声 - 清水優譲
ヤウダ地方を守る侍。大剣を得意とする。8人目に登場するソウジは、高い戦闘能力を持つもののLPが1しかないのに対し、ソウジ以外のキャラクターはLPが10以上と、やや高めに設定されている。総じて素早さが高く体力が低い。
「ジュウベイ」など日本の剣豪や侍の名前にちなんだ名前が付けられる。
獲得できる陣形は、龍陣の別バージョンである「稲妻」。龍陣は皇帝が最初に行動するのに対し、こちらは皇帝が最後に行動する（『リベンジオブザセブン』では陣形内のキャラクター配置を自由に変更できるため、皇帝以外も最後に行動可能）。
アマゾネス（女）
声 - 杏寺円花
サラマットで生活する女戦士。元はエイルネップの住民だったが、村の男たちがロックブーケに魅了されたことに嫌気がさして村を出て行き、女性のみで生活するようになった。槍と弓を得意とする。
「ジャンヌ」など歴史上の女傑にちなんだ名前が付けられる。
獲得できる陣形は前にいる3人に攻撃が向きやすいが近接攻撃力と素早さが強化される「アマゾンストライク」。
ハンター（男）
声 - 岡本幸輔
サバンナの猟師。総じて器用さが高く弓を得意とする。動物についても詳しいが、突然地下から現れるタームには困り果てている。
「ハムバ」などアフリカの部族名にちなんだ名前が付けられる。
獲得できる陣形は皇帝が狙われにくくなり遠距離攻撃が強化される「ハンターシフト」。前衛二人は素早さ強化と行動後防御が付与されるが、やや狙われやすい。
海女（女）
声 - 永瀬アンナ
トバの住民たちの生活を支える漁師。天・風の術法を得意とする。加入条件が武装商船団関連のイベントを完遂させないとならないため、必然的に後半になる。
「ナタリー」などアメリカの女性歌手にちなんだ名前が付けられる。
獲得できる陣形は、陣形の中で唯一術威力の強化ができる「パワーレイズ」。ただし、術強化は皇帝のみ。また、最前列のキャラが比較的狙われづらく補正もない。『リベンジオブザセブン』では他にも術法向けの陣形が増えたことに伴い、前列2名の狙われやすさ上昇、中列2名の術法攻撃力上昇、後列1名の術法攻撃力上昇（大）・狙われにくさ上昇・素早さ低下となっている。
サラマンダー（男）
声 - 越後屋コースケ
コムルーン島に生息するトカゲのような風貌の種族。オリジナル版やリマスター版では性別不明で、内部データ上では女性扱いになっている。『リベンジオブザセブン』では男性に設定されており、テンプテーションの影響を受ける。
斧・体術と火の術法が得意で、熱属性に対して無敵。腕力・体力・LPが高く、魔力もそこそこ高いため、魔法戦士として使うことも可能。一方で、器用さ・素早さは総じて低い。術師系同様に、固定装備である「赤熱の鱗」の影響で胴体鎧枠が埋まってしまっているが、性能は高い。無骨者に見えるが詩を愛する心がある。ただし、コムルーン火山で発生するイベントの仕様上、冥術を習得させることはできない。また、冥術の習得を選んだ場合、サラマンダーが滅亡するため仲間にすることはできなくなる。進め方次第では、サラマンダーと冥術、両方とも得られなくなることもある。
「ケルート」などポリネシアの火山にちなんだ名前が付けられる。
『リベンジオブザセブン』では、コムルーン火山の大噴火後に出現した冥術の魔導書がある島の調査に、リマスター版にて追加された陰陽師の加入イベントが追加されたため、大噴火を阻止すると陰陽師は仲間にならない。また、獲得できる陣形はサラマンダーがほとばしる溶岩に抗う際に使う「ボルカニックハート」。一般的なテレビ塔をイメージした陣形で火系統の攻撃と防御を強化する。
モール（男）
声 - 越後屋コースケ
モグラのような姿をした種族で、タームによって絶滅寸前にまで追いやられていた。オリジナル版やリマスター版では性別不明。
小剣と地の術法が得意で、地・精神攻撃に耐性がある。固定装備枠は兜である「アイアンウィル」。大変手先が器用で、指輪などの工芸品を製作するのも得意。
「シエロ」など土壌に由来する名前が付けられる。
『リベンジオブザセブン』で獲得できる陣形は、「マジカルハット」に似ているが地系統を強化する「ツインピラミッド」。前列2名の地系統防御の強化と後列3名の地系統攻撃を上げるが、後列中央は地系統攻撃が大きく上がる。
ネレイド（女）
声 - 野々山恵梨
ルドン高原のアクア湖に生息する淡水性の人魚で、オリジナル版やリマスター版では性別不明。また、作中にはネレイドとは別の種族の人魚も登場する。潔癖症。
水の術法が得意で、冷属性に対して無敵。状属性に対しても強い。固定装備枠である「メロウリング」はアクセサリであるため、人外種族の中では特に防御力を高めやすい。
「テティス」などギリシャ神話に登場する水の妖精に由来する名前が付けられる。
『リベンジオブザセブン』では戦闘演出の関係上、加入後は下半身が人間と同じ状態になる。また、獲得できる陣形は水の流れを受け流し、自分たちの力とする「アクアムーン」。逆三日月状の陣形で水系統の攻撃と防御を強化する。
イーリス（女）
声 - 鈴代紗弓
ヤウダ地方の辺境、チカパ山の高地に生息する鳥のような羽や鉤爪を持った妖精で、オリジナル版やリマスター版では性別不明。
人間とはあまり関わらないが、音楽を愛し心を開くこともあり、人間と古代人の架け橋となる存在でもある。弓と風の術法が得意で、冷属性に対して無敵。状態異常に対しても強い。固定装備枠である「風花のショール」は戦闘服のため、ネレイド同様全身鎧を装備可能。
「ウィンディ」など風に由来する名前が付けられる。
『リベンジオブザセブン』で獲得できる陣形は、仲間と共に風を受け、その力を利用する「クインテットウィング」。左縦列に3名、右縦列に2名を配置した陣形で風系統の攻撃と防御を強化する。

### 七英雄
かつて世界には、現代人の祖先を短命種と呼び奴隷として使っていた種族・古代人が繁栄していた。古代人は現代人よりはるかに長命だが、それ故に死を恐れ、また、リスクを冒して戦う事すら嫌ったため、特に命を直接脅かすモンスターの存在は最大の脅威であった。しかしその古代人の中に、モンスターを駆逐するために立ち上がった勇気ある7人の戦士がいた。それが後の七英雄である。
七英雄は、強大なモンスターへの対抗策として、古代人がその寿命を延ばす目的で用いていた「同化の法（己の魂を新しい別の肉体に移し変える術法）」を改良し、他生物と同化することでその能力や知識を取り入れる術法を編み出した。それによって数多くのモンスターを取り込んだ七英雄は、それぞれが並のモンスターとは比較にならない戦闘力を得ることに成功する。しかし、その代償としてモンスターの体質や性格までも取り込んでしまうこととなり、同化を繰り返した彼らは異形の姿（ノエルとロックブーケは当時の姿を比較的に保っていたが）に変貌し、身も心もモンスターへと近づいていった。
やがてモンスターは七英雄によって駆逐され、平穏が訪れたが、そのために彼らが得た力は次第に恐れられるようになり、実際に力を古代人たちに向け始めたことで、ついにモンスターに代わる新たな脅威として危険視されるようになった。ちょうど世界が天変地異に見舞われそうだったこともあり、次元移動装置を作って別世界へと移住する計画を立てた古代人たちは、この時七英雄に対しては装置の事故を装って、自分たちが行く別世界とは異なる場所へと追放した。それでも、自分たちが追放した七英雄が復讐のために必ず帰ってくると彼らは考えており、これが“いつの日か七英雄は戻ってくる”という言い伝えの真相である。
そして言い伝えのとおり、七英雄は長い時間をかけて元の世界に戻ってきたが、古代人たちはその時すでに別次元へ逃亡した後であった。そのため、七英雄の多くのメンバーは古代人への復讐を目的に行動しており、その足取りを追って次元移動装置の調査をしていた。一方、復讐には興味を示さず自らの欲望のまま動くメンバーもおり、現代において出没するようになったモンスターたちも、実は七英雄によって使役されていた。したがって、現代における七英雄とは、言い伝え通りの「モンスターの脅威から人々を守るために戻ってきた英雄」ではなく、それどころか「モンスターを率いて人々を苦しめる、数々のモンスターの能力に人間の頭脳を併せ持った最強最悪のモンスター」と成り果てていた。
プレイヤーであるバレンヌ帝国の目標は、領土の拡大による世界統一であるが、その最大の障害が彼ら七英雄の存在であり、これを完全に倒すことがゲームの最終目的となる。
『リベンジオブザセブン』では七英雄が追放へ至る経緯がオリジナル版やリマスター版と異なり、天変地異による世界の崩壊がサグザーによって半年後と予測された直後にターム族の大規模侵攻が始まったことが発端となる。この最悪の状況下においても、古代人の王国を牛耳っていたオアイーブの父である大神官は、「王城の民さえ生き残ればよく、平民など助ける価値もない」としてターム族への攻勢へ出る事はなかった。このことを憂えたワグナスは状況を打破すべく、少数精鋭でタームのクィーンを討伐するためにスービエ、ノエル、ダンターグ、ボクオーンを招集し、討伐に赴くが失敗。その後、ノエルが口にした「人間を超える力」を求めた結果、ワグナスは禁忌である「吸収の法（生きたモンスターを吸収して力にするものだが、後に身も心も吸収した存在の影響を受け、最終的に魔物化してしまう禁断の術法）」に手を出す。吸収の法を使って力を付けた彼らが再度のクィーン討伐へ赴いた際、ワグナスと兄ノエルの役に立ちたいとして強引に同行したロックブーケ、実力が伴わないのに志願してきたクジンシーを加え、クィーンを討伐して帰ってきた事で七英雄として称えられるが、後述の大神官の謀略によって別次元へ追放された事で憎悪に染まり、現在に至る。
オリジナル版とリマスター版の七英雄の形態変化は、一部の例外を除き「皇帝のHPが700以上」となる。
『リベンジオブザセブン』では七英雄の形態変化が変更され、共通としてクジンシーとダンターグ以外は「七英雄の討伐数が4人以上」となる。本編クリア後の追加ダンジョンで異形化前の姿の幻影と戦えるようになり、条件を満たすと強力な武器を落とす。
ワグナス
声 - 中村悠一
親友のノエルと共に同化の法を改良した、七英雄の発起人にしてリーダー。妖精系/鳥系のモンスターをメインに同化しており、両手足に代わり二対の翼を持つ。本来は男性であるが、女性タイプの多い種族を取り込んだためか性別を超越した体つきで、光輪を背負い羽衣を纏った神々しい姿をしている。第1形態は蝶のように優美で女性的な外見だが、第2形態になると男性的な顔つきになり、翼の形状が変化して肌も青白く禍々しい外見となる。自分たちを裏切り追放した古代人への復讐を考えており、この世界に残った古代人がヤウダ地方にいると知って、ハクロ城を拠点に侵攻を仕掛けている。実際、古代人たちはヤウダにあるチカパ山を越えた先に住んでいたため、かなり肉薄していたことになる。皇帝がハクロ城に侵入すると姿を現し、城の中心部を分離させた空飛ぶ要塞「浮遊城」を使ってヤウダ地方の各地を攻撃するようになり、本人は最上部で皇帝を待ち受ける。ただし、対峙した際の会話によっては戦わずに帰してくれる。英雄としての矜持や、自分たちの実力に対する自負心は強く、本人曰く「七英雄は最強、その中でもワグナスが最強」。
得意技は麻痺を引き起こす全体攻撃「サイコバインド」と、火と風と天の術法。まともな物理攻撃は一切使わず熱・状属性に特化しており、無対策では即座に全滅するほどの威力の攻撃を放ってくるが、それらの属性に対応した装備・術で固めることで比較的楽に対処が可能。『リベンジオブザセブン』では炎の空間になった後で青い炎と赤い炎を生み出し、これらの炎での自爆特攻を仕掛けてくる。
名前の由来は品川。
ノエル
声 - 武内駿輔
ワグナスの親友で共に同化の法を改良した、七英雄のサブリーダー格。配下のモンスターには、本来の「同化の法」を服従の見返りとして施し、新しい体と永遠の寿命を与えていた。竜族をメインに同化している（内部データで竜カテゴリに入っている）が、古代人時代の容姿をほぼ維持しており、外見は青髪で色黒の青年。古代人への復讐のために、移動湖の建物に居住しながらメルー砂漠一帯を調査しており、その際に獣系モンスターをテレルテバの塔の見張り役にしたことで、デザートガードと対立していた。しかしながら七英雄の中でも理性的な性格の持ち主で、常に敬語で冷静沈着。現代人に対しても紳士的で、デザートガードとの決闘で勝利しても命は奪わず、自分が配置したモンスターが意図せずテレルテバの人々を苦しめていたと知ると、そのことを皇帝に謝罪してモンスターとともに撤退する。その際に戦いを挑むこともできるが、途中で「そろそろやめにしませんか」と停戦を持ちかけるなど、無益な争いや殺生は好まない。ただし大切な妹のロックブーケを傷つけた者にはその限りでなく、出会う前に彼女を倒していた場合は有無を言わさず戦闘になる。なお、通常の状態で戦いを挑んだ際の台詞は「降りかかる火の粉は払わねばなりますまい」で、ロックブーケを倒していた場合は「妹ロックブーケのカタキです。殺らせていただきます」と言って襲い掛かってくるが、あくまでも敬語口調は崩さない。
非常に引き締まった筋肉の鎧を持ち、体術と剣技に非常に秀でている。第1形態では剣を収めたまま体術で戦い、第2形態では武士のような鎧をまとい抜き身の剣を武器に戦う。また、ロックブーケを倒しているか否かでも行動パターンが異なる。得意技は「赤竜波」（第1形態）、「月影」（第2形態）。『リベンジオブザセブン』ではある程度ダメージを与えると「幻体戦士法」で自らの分身となる幻体を呼び出してくる。
名前の由来は上野。
ロックブーケ
声 - 早見沙織
七英雄の紅一点。ノエルの妹であり、兄妹間の絆は非常に強い。また、ワグナスのことを様付けするほど敬愛している。死霊系種族をメインに同化し、術による攻撃や、男性を魅了する「テンプテーション」が得意。第1形態は霊魂を周囲に纏った青髪の美女で、兄と同様に七英雄の中では古代人時代の容姿をほぼ維持しているが、第2形態では黒き翼を生やした姿となる。古代人への復讐のために、サラマット地方にある異次元への転移装置を探しており、秘密が隠された双子の塔やエイルネップ神殿を調査している。その目的のためにエイルネップの男性を魅了して手駒とし、調査の障害となる神殿の守護者を倒せる者をエイルネップの塔で待ち続けていた。皇帝と出会うと、最初は媚びた態度で守護者を倒して欲しいと頼んでくるが、皇帝が頼みを断ったり、守護者を倒して用済みとなった後は本性を現し、力尽くでも言うことを聞かせようとしたり、あるいは邪魔者として排除するために襲い掛かってくる。
前述のテンプテーションがあるので、男性を加えての戦闘は危険が付きまとうが、テンプテーションを見切れるのは男性のみ、かつ使用者もロックブーケ以外にはラスボスのみであることから、彼女との戦闘で見切りを習得できるか否かでラスボス戦の難易度が劇的に変化する。『リベンジオブザセブン』ではテンプテーションの強化版で全体攻撃＋種族及び性別問わず魅了化する「テンプテーション2」を使う。なお、テンプテーション系は水術「霧隠れ」がかかったキャラには無効で、かつその状態で見切りの習得も可能。それ以外では被害軽減が困難な単体術を使うほか、第2形態では強力な雷属性の全体攻撃「召雷」を使う。
名前の由来は池袋。
スービエ
声 - 石川界人
ワグナスの従兄弟。水棲系種族をメインに同化し、「海の主」の娘も吸収しようと狙っている。古代人への復讐のために海洋での調査を行っており、沈没船で遭遇した際には七英雄の真実と目的に関する重要な台詞を話す。また、手先のギャロンを使って武装商船団を乗っ取り帝国にも経済的な打撃を与えるなど、現代における勢力拡大や七英雄と対立する帝国への妨害も目論んでいる。第1形態は下半身がタコになった姿だが、海の主の娘と融合した第2形態では、海の主の角にあたる部分に上半身が生え、角が変化した槍をタコ足の頭髪に構えた姿となる。脆弱な短命種である現代人を下等生物と強く見下しており、『リベンジオブザセブン』ではそのような台詞が多く追加されている。遭遇するためには前提条件を満たしたうえで一定以上の世代経過も必要とするため、彼との戦闘はゲーム後半になることが多い。
得意技は大津波を起こす「メイルシュトローム」で、初手で確実に使う。それ以外では、触手による攻撃や電撃、第2形態では槍による刺属性攻撃を得意とする。第2形態は、条件が満たしづらい一方で七英雄の中でも最高のHPを持つ他、『リベンジオブザセブン』では弱点属性以外のダメージを無効化する「エレメントガード」を使用する。第2形態の条件は「海の主を撃破する（『リベンジオブザセブン』でも同様）」または「登場してから一定以上の年代が経過する」。
名前は当時スクウェアのオフィスがあった恵比寿駅と七福神のえびすに由来する。
ダンターグ
声 - 三宅健太
古代から暴れ者として知られ、ただ強さにのみ異常な執着を示す猛者。獣系種族をメインに同化し、屈強な肉体を駆使した肉弾戦を得意とする。復讐にはまるで興味がなく、ナゼール地方で1000年以上に渡ってモンスターを吸収し、自身を強化していた。積極的に人間を襲うことはないが、かといってモンスター以外は相手にしないというわけでもなく、皇帝と出会った際には彼らの強さに興味を示して吸収を企み、あるいは「虫けら」と見下していた人間に挑発的な態度を取られたことに激高して、戦いを挑んでくる。彼のみ4段階の形態を持ち、初期は上半身が裸に近いケンタウロスのような姿で、強化されるごとに物々しい武装を整えていく。特定の期間に同地域にあるダンジョンの最奥部に登場する以外は、ややわかりづらいイベントで出現するダンジョンに引きこもっているため、スービエと同じくらい接触が遅れやすい。
得意技は全体攻撃の「ぶちかまし」で、地震系攻撃もよく使う。形態が進むと角や槍を使った刺属性攻撃が増える。主に使われる打属性攻撃は軽減方法や見切れるものが少ないため、正面衝突になりやすい。形態進化の条件は「ナゼール地方のダンジョンのボスが未撃破の状態で一定以上の世代経過」。そのため、全てのボスを撃破していると進化しなくなる。
『リベンジオブザセブン』での形態変化はオリジナル版、リマスター版とほぼ変わらないが、東のダンジョンで必ず戦い、敗北すると子供と子ムーで前回の戦闘から形態が1つ進んだ状態で戦う事になり、どちらの戦闘でもHPが大きく減少するとHPを回復して形態を1段階進化させ、「ぶちかまし」の強化版にして体技「踏みつけ」の全体攻撃版である「超ぶちかまし」を使ってくる。第4形態で戦闘に入った場合、最終形態へ進化する。東のダンジョンでの敗北は全滅ではなく、普通にイベントは進行する。
漫画版ではダンターグが巨大なモンスターと同化したことが発端となり、評議会がモンスターと同化する術法を「異端である」と決定している。また、そのことについてスービエとボクオーンは「だから言わぬことでは無い」といった趣旨の発言をしており、トラブルの火種として内外で危険視されていたことが描かれている。
名前の由来は五反田。
ボクオーン
声 - 杉田智和
古代からズル賢いことで知られており、騙し討ちや罠を得意とする狡猾な策略家。人形遊びが趣味で、操り人形のように人間を操作して同士討ちさせる技「マリオネット」を使う。植物系種族をメインに同化しており、第1形態は骸骨に似た小柄な姿で能力値も全般的に低いが、年代が進んで第2形態になるとジャグリングをする巨大人形を操り従えるようになり、「水鳥剣」などの強力な剣技も使用する。古代人への復讐よりも現代における自身の勢力拡大や金儲けのために行動しており、陸上を走る船「地上戦艦」を操って草原のステップを侵略。痛み止めとなる薬草から精製した麻薬を蔓延させたり、いい仕事と称して腕力の優れた人材の募集を装い、拉致して奴隷とするなどの悪事を働き、現地の人間たちから搾取して苦しめていた。また、ヴィクトール運河に要塞を建設して、バレンヌ帝国領をも脅かしていた。
遭遇条件が比較的緩く、アバロンに最も近い位置にいるため、クジンシーの次に相手をしやすい。腕力の平均値が高いクラスを皇帝にした場合のみ、拉致される形でボクオーンの地上戦艦に潜入できるが、装備・アイテムがほとんどない状態でしか戦うことができない。装備を持ち込んでの戦闘チャンスは軍師のオトリ作戦を利用した1度きりのみ。下手をすると詰みかねないイベント内容なためか、第1形態は前述の通りパラメータが低い上に全ての技が事前に見切り可能で、第2形態も1つの技以外は見切りなしで無効化が可能となっている。頼みのマリオネットも、ある陣形で無効化できる。但し、『リベンジオブザセブン』では第1形態でも人形を召喚すると被ダメージを大幅に軽減するバリアが展開され、HPが大幅に減った時に召喚する第2形態の巨大人形を倒すと最終奥義で自らが巨大人形に乗り移った最終形態となり、縦一列への攻撃に続いて横一列へ回転しながら突撃をかますあらゆる陣形に対応した「終わりなき人形劇」のみを使うが、この攻撃はある技で回避する事が可能である。
『リベンジオブザセブン』では形態変化に「カンバーランドが滅亡する」が追加された。
名前の由来は新大久保。
クジンシー
声 - 小林千晃
相手の全生命力を吸収して必ず絶命させる、恐るべき技「ソウルスティール」の使い手。悪魔系種族をメインに同化したことで悪鬼のような姿をしており、柄の部分に不気味な顔が付いた大剣を構えている。復讐よりも世界征服を目的としており、ソーモンの町を占拠してアヴァロンにも侵攻し、帝国と七英雄の対立の歴史を作った張本人。レオンからの継承でソウルスティールを見切ったジェラールに一度は倒されるも最終皇帝の年代に復活し、挑戦状を叩き付けてくる。このため、クジンシーのみ初戦の第1形態と復活後の第2形態の二度戦うことになる。古代では嫌われ者として知られていたが、『リベンジオブザセブン』ではその理由が掘り下げられ、姑息な手を使い、異常なまでに執念深いために嫌われていた事が判明する。また、ターム族との決戦に赴くワグナスたちへ仲間入りを志願するも、力不足の若輩者だったために冷たく突き放されたが、それでもしつこく食い下がり、半ば根負けさせた形で討伐に同行したことが描かれている。
冥属性の状態異常攻撃を多用する他、攻撃パターンが意外と豊富。第1形態は強制イベントであるため、ひたすら傷薬などで回復しつつ殴るほかない。なお、事前にソウルスティールの見切りを封印してしまえるが、そうすると詰む（強くてニューゲーム時なら別だが）。第2形態では死霊と化した女性の生首（『リベンジオブザセブン』では攻撃対象選択時に「冥府の女神」という防具名が分かる）を盾として左手に持つ他、ソウルスティールの劣化版だが見切りが不可能なライフスティールも使う。更にソウルスティールもメンバー全員に対して使ってくるので見切りの装備が必要となる。
名前の由来は新宿。
七英雄の本体（七英雄）
本作の最終ボス。ゲーム中の名称は「七英雄」。
各地で活動している七英雄の体は分身のようなものであり、倒されても大氷原の地下の本拠地（作中では「ラストダンジョン」と呼称）に隠された本体が残っている限り、永い眠りを経て力を蓄えれば復活できる。
しかし、他6人が倒されて1人だけになった場合、その1人が他6人の復活まで本体を守り続けなければならないという「血の誓い」が交わされている。オアイーブからその秘密を聞いてラストダンジョンへ進入し、本体を守る最後の1人も倒した最終皇帝たちと、最奥の異空間のような場所で対峙。追い詰められた七英雄7人の本体は同化して1つになり、巨大な心臓形の球体から7人が生えた姿になった。スービエによると、これは「ワグナスによって禁じられている最後の手段」であったという。
最初はロックブーケしかおらず1ターンに1度しか行動しないが、ダメージを与えることで他の七英雄が登場していき、行動回数も増える。行動内容は分身体で対戦した際の各七英雄のものを踏襲している。全員が登場した後は、それぞれの得意技に加えて、固有技として「アビスゲート」と「アストラルゲート」も使用する。また、行動パターンが一部変化し、戦闘回数に比例して2回から7回攻撃してくる。その為、戦闘回数が少ないと最終形態の方が攻撃回数が少なくなる。形態が進んでもパーティメンバーに使用された術や状態異常の効果は引き継がれるため、ロックブーケしかいない時にひたすら強化術・補助術を使うことで有利に進めることができる。
『リベンジオブザセブン』では本体は最初から巨大な肉塊状態で、魂の状態の七英雄が融合する事で活動する。ターン毎にノエル→ロックブーケ→スービエ→ダンターグ→ボクオーン→クジンシー→ワグナスの順に本体から出現し、最終的には7体連続で繰り出される連携「サイコくしテンプポセイドンマリオソウル赤竜波」を行ってくる。
最終皇帝たちとの死闘の果てに、敗れた本体は絶叫を上げながら異空間もろとも消滅。光の柱が大氷原の地から立ち上り、彼らの幻とともに天へと昇っていった。

### その他の登場人物
詩人
声 - 興津和幸
冒頭とエンディングで登場する人物。正体は不明だが、退位した最終皇帝を今でも陛下と呼ぶ。
本編で姿を見せることはないが、関連しているらしき人物として、イーリスたちが住むチカパ山で5つの楽器で音色を奏でたという詩人の存在が語られている。本編の詩人はその後、様々な場所を放浪し、各地で楽器を置き忘れたり奪われたりした後、アバロンで消息不明となる。
ヴィクトール
声 - 興津和幸
物語開始時のバレンヌ帝国第一皇子。レオン皇帝の長男で、ジェラールの兄にあたる。勇猛な性格で武勇に優れ、大人しい性格のジェラールの知識を、国政に活かすべきとレオンに進言していた。レオンが不在の間は帝国を守っていたが、クジンシー襲撃の際に単身戦いを挑み、得意技の「流し切り」を放つも必殺技「ソウルスティール」に敗北、帰還したレオンにクジンシーの仕業であることを告げて絶命する。アプリ版やリマスター版にて追加されたイベントでは、ジェラールに剣技を含め様々なことを伝えられなかったことを悔やんでおり、亡霊となって最終皇帝に戦いを申し込む。生前は「流し切り」を得意としていたが、亡霊は派生技である「清流剣」や「一刀両断」、「召雷」を主に使う。戦闘に勝利すると、想いを達したことで昇天する。その後、全状態異常を防ぐアクセサリが入手できる。
オアイーブ
声 - ファイルーズあい
異世界に行かずに残った古代人のひとり。占い師に扮して、レオンにクジンシーの危険性を忠告に訪れ、その後、ヴィクトールの弔い合戦に赴く前のレオンに七英雄への対抗策として「同化の法」を弱めて肉体を乗っ取る性質を除いた「伝承法」を伝授する。最終皇帝登場時に再びアバロンに現れるが、進め方次第でそれ以前に出会うことが可能。その場合七英雄の歴史と伝承法を伝えた彼女の真意を聞くことができる。
『リベンジオブザセブン』では、ノエルやサグザーとは幼馴染で、七英雄を追放した黒幕である大神官の娘という設定が加わり、父親の所業への罪悪感からサグザー同様にこの世界に残ったことが描かれている。
ヘクター
声 - 八代拓
レオンに雇われた傭兵（フリーファイター）。ジェラールの能力には懐疑的であり、一時は女傭兵と共に協力を拒む。
テレーズ
声 - 加隈亜衣
レオンに雇われた女弓術士（帝国猟兵）。特にセリフやイベントは無い。
ヒラガ○○世
声 - 越後屋コースケ
天才発明家。代々天才発明家を自称する風変わりな一族で、年代ジャンプごとに彼らも世代交代していく。跳ね橋や人力風起こし（浮遊城の潜入のために必要）や、自動人形のコッペリアなど、様々なものを発明する。名前の由来は平賀源内。
エメラルド
声 - 白石晴香
アバロン城内で唯一最初から2種類の属性術を駆使する宮廷魔術師の女性。最初の封印の地を封印した後アバロンに帰り、ジェラール一人になった状態で彼女に話しかけると火の術法「ファイアーボール」を教えてくれる。
キャット
声 - 稲川英里
バレンヌの泥棒。盗みを繰り返して騒ぎを起こす。義理堅い性格で、命を助けられた場合、恩に報いるため皇帝に協力を申し出る。
コッペリア
声 - 桑原由気
ヒラガが開発する、女性型の自動人形。仲間にできるが行動選択は不能。LPは全キャラ中最大の99。条件次第で皇位継承させることも可能で、皇帝になると「命と自我」を持つようになり、行動選択も可能になる。退位後は壊れて倉庫に置かれ、調べると「こわれた人形」という表示と共に物悲しいBGMが流れる。ファミ通(2016年4月14日号98ページ目下部)の河津氏のインタビューによると「壊れた人形はこの世界における皇帝というものの象徴。プレイヤーに『これは自分の姿だ』と感じて貰いたかった」との事。
加入した段階ではマスターレベルに関係なくすべて固定となっており、装備も「プリマチュチュ」という特殊な防具で固定されている（固定装備枠ではなく、通常の防具扱い）。プリマチュチュは服＋全身鎧のようなもので、他には盾かアクセサリしか装備できない。
『リベンジオブザセブン』では、「人形」というクラスが設定されている。生前退位で皇位継承が可能となったので比較的簡単に皇帝になれるようになった。固有アビリティ「ポーカーフェイス」の極意化には一度皇帝にする必要がある。また、獲得できる陣形はVの字陣形で全ての状態異常への耐性を強化する「パペットアーミー」。
ヴァイカー
声 - 江頭宏哉
ボクオーンの配下。爬虫・両棲系のリザードとパイロレクスを従えている。南バレンヌ地方のヴィクトール運河に要塞を築き、南バレンヌ地方を支配する。オリジナル版とリマスター版では、人間系の雑魚モンスターで同名の敵が登場する。
ギャロン
声 - 玉井勇輝
海賊のリーダー。武装商船団を乗っ取る。バックには七英雄スービエがいる。彼が登場すると、収入が半減する。撃破することで追い出すことができるが、後に南ロンギット海で海の主に船を沈められて亡霊と化し、止む事がない嵐を引き起こす。
ハロルド王
声 - 玉井勇輝
カンバーランドの国王。末っ子のトーマを気に入りつつも、継承者を誰にするかで悩む。サイフリートの陰謀によって死亡する。
ゲオルグ
声 - 小林親弘
ハロルド王の息子（長子）で武勇に優れる。ステップに面するカンバーランド南部の守りの任務を帯びていて、軍最高司令官としてネラック城を任されている。カンバーランド滅亡時は部下達とともに亡霊と化す。
ソフィア
声 - 石見舞菜香
ハロルド王の娘（次子）で知謀に優れる。カンバーランド東部の開発を任されていて、フォーファーの街を一大交易都市に育て上げた。カンバーランドの国防と体制強化のため聖騎士団ホーリーオーダーを結成する。展開によってはソフィアの遺志を受け継ぐレジスタンスのリーダーが代々ソフィアの名前も受け継いでいく。
トーマ
声 - 阿部菜摘子
ハロルド王の息子（末っ子）で、優しい性格が人々を惹きつける魅力となっている。子供ながらなかなか聡明。父ハロルドがサイフリートによって暗殺され、ストーリーの展開次第では死亡してしまう。生存している場合、サイフリートを打倒し、騒乱を解決後は帝国にカンバーランド王国領全土を差し出し、初代カンバーランド太守となる。彼が即位した場合、年代ジャンプにより世代交代してカンバーランド国王はトーマ○○世として登場する。
サイフリート
声 - 森山智寛
カンバーランドの宰相。国を陥れて支配下において、七英雄に取り入り永遠の命をもらおうと目論み、トーマを傀儡の新王に立てると共に、ゲオルグを反逆者に仕立てようと画策している。
タームのクィーン
サバンナ地方の地下に広大な巣を作って生息する、ターム族（シロアリのようなモンスター）の女王。非常に長大な腹部を持ち、働きアリのマンターム、兵アリのタームソルジャー、雄アリのタームバトラーといったターム族を次々と産み出し、東の集落を滅ぼしたり、モール族を絶滅寸前に追い遣るなど猛威を振るう。皇帝に倒されるが、気付かれぬうちに新しい女王の卵を皇帝の体に寄生させていた。
リアルクィーン
声 - 野々山恵梨
サバンナのクィーンが最期に遺した卵から、母の記憶を受け継いで生まれた新しいターム族の女王。サバンナのクィーンを倒した当時の皇帝が葬られたアバロンの地下墓地で孵化すると、皇帝に復讐するために活動を開始。長い時をかけてアバロンの地下でターム族の僕を増やし、自身も前代以上の成長を遂げる。最初はサバンナのクィーンと同じ姿だが、戦闘時は羽化して、脱け殻となったタームの体から若い人間の女に似た肉体が姿を表す。現れるのは最終皇帝の時代で、早い段階で発見すれば被害は最小限に食い止められるが、発見が遅れると地下墓地以外にも活動範囲を広げていき、最終段階になるとアバロンの人々に卵を産み付け、孵化したタームが人体を内側から食い破って現れるという悍ましい方法でアバロン全域を侵略してくる。
本人曰く、この形態が古代において七英雄さえも恐れさせた真の姿であるとのことだが、アプリ版以降の追加要素では後述のドレッドクィーンと呼ばれるさらなる強化形態が存在し、七英雄が討伐（『リベンジオブザセブン』では封印）したタームの女王はこのドレッドクィーンであったとされている。
アト王
声 - 上田燿司
ヤウダ地方のチョントウ城を治める王。訪ねてきた皇帝に不信感を抱き追い返すが後で報復を恐れ、交戦中だった七英雄の1人ワグナスと手を結ぼうとする。その狙いはワグナスと皇帝の共倒れであったが、あまりの無謀さに殆どの家臣から見限られ、実際ワグナスが思い通りになるはずもなくチョントウ城はワグナスの部下に占領されてしまう。ワグナスの部下は皇帝に倒されるも、その後の皇帝との一騎打ちでセキシュウサイを失う。自身もセキシュウサイの最期の願いによって命だけは助けられたが追放を受け、その後の消息は不明。暗愚で有名な劉禅の幼名に由来し、その名の通り愚かな選択によって家臣も居城も失った暗君ではあるが、最後は過ちを認めて潔く降伏し、家臣の命だけは助けて欲しいと嘆願するなど、君主としての器量も僅かながら持ち合わせている。漫画版でもわずかに登場。
セキシュウサイ
声 - 玉井勇輝
アト王の側近で忠義に厚い武人。どんな武器攻撃をも無効にする「無刀取り」という技を持つ。皇帝とは互いに一目置く関係で、アト王の陰謀を皇帝に告げた際には暗君に見切りをつけて自身のもとへ来るよう誘われるが、あくまでも君主への忠義を優先して袂を分かつ。後に、チョントウ城で皇帝に一騎打ちを挑むこととなり、この一騎打ちは負けた場合でも全滅扱いにはならず進行する。孫はイーストガードのジュウベイで、自身の死後は皇帝に仕えて力を尽くすようにと遺言を残していた。柳生宗厳の号に由来。漫画版でも登場し、オライオンとの一騎打ちに敗れる。
サグザー
声 - 鈴木崚汰
移動湖に居る古代人で、ノエルの旧友でもある。名前の由来は浅草。
『リベンジオブザセブン』では詳細が詳しく描かれ、世界滅亡の危機から古代人を救うための次元転移装置の開発責任者としてワグナスから推薦されるが、七英雄の排除を目論む大神官に強制されて七英雄を別次元へ追放してしまう。その罪悪感が昂じて光に対して異常なまでの恐怖心を抱くようになり、以後は日の光が刺さない地下での生活を余儀なくされた。
海の主
声 - 新井笙子
イッカククジラのような巨大な白い海獣の雌。大きさは数十mくらいと思われる。スービエに対抗できる程の力を持っているが、娘はまだそれ程の力を持っていない。
漫画版では老人の男性から譲り受けた「海風貝」でオライオンが話をつける。後に無事だった娘がタニアら人魚族を苦しめたスービエの対抗策を教えに来る。
舞台演劇『SaGa THE STAGE 七英雄の帰還』では、海の主の娘はスービエを愛しており、自らの意志でスービエに吸収される事を望んでいた。
踊り子 / 人魚
声 - 古城門志帆
南ロンギット地方の「マーメイド」という町にて、酒場で人気を博している踊り子。正体は人魚で、皇帝に正体を見られてからは姿を消す。皇帝が男性であれば、人魚薬の力を借りて彼女に会いに行くことができる。場合によってはそのまま駆け落ちしてしまうこともできる（皇帝は強制退位し、強制的に年代ジャンプが発生する）。駆け落ちイベントはそのイベントを発生させた代の皇帝でなければならず、イベント発生前にギャロンの幽霊船イベントが起こるとマーメイドに踊り子が出現しない。海水性の人魚であり、淡水性のネレイドとは別の種族。人魚の男性は魚人。
『リベンジオブザセブン』では、人魚との駆け落ちイベントを発生させないと後述の踊り子（こちらは人魚ではなく人間）の加入イベントが発生しない。
漫画版では人魚タニアという名前で登場し、悲劇性が強められている。
魔女
声 - 非公開
マーメイドの近くにあるほこらに住んでいる魔女。1万クラウン支払うことで、人魚イベントおよび沈没船イベントに必要な「人魚薬」をはじめとして、貴重な薬品を作ってくれる。
魔術師
声 - 石毛翔弥
コムルーン島という離島に住まう魔術師。モンスターの頭蓋骨らしきものをかぶっており、素顔は不明。100年以上生きている。
皇帝はコムルーン火山の噴火におびえる島民から彼の存在を教えられ、訪れた皇帝に噴火を止めるアイテムのアイスシードを与える。しかし、それは海底に沈んだ島に隠された冥術について記された書物・古代魔術書を得るためであり、噴火を止めたのも抑止することで噴火の規模を増大させるためだった。皇帝が冥術の書・古代魔術を入手した場合、コムルーン島に大被害を負わせたこととサラマンダー族を滅ぼした責任を取り強制退位する。
関連イベントの最後で戦闘となる（展開次第では無視することも可能）。冥術会得前と後とで別キャラ扱いとなっており、前者は獲得できる技術点が高い。特定条件を満たしていると、イベント序盤でも戦闘可能。

### アプリ版以降の追加登場人物
陰陽師（男）
声 - 興津和幸
アプリ版とリマスター版で追加されたクラス。「ドウマン」など陰陽師に由来する名前が付けられる。
アプリ版とリマスター版の追加ダンジョンのイベントを進めると帝国に加えることが可能。唯一、最初から冥術を使用できるクラスで、小剣を得意とする。魔力と理力が共に高く、「百鬼の指輪」による固定装備のため、精神攻撃系の状態異常を受け付けない。特に「ドウマン」は、魔力と理力が最も高く、理力依存の術と冥合成術の威力（魔力＋理力の合計数値に依存する）が最も高いため、軍師における「コウメイ」の立場的な存在となっている。
アプリ版だと年代経過では皇帝に即位できないため、パーティ内継承で皇帝にする必要があったが、リマスター版では年代経過で皇帝に即位させることが可能になった。ただし、皇帝は初期から天術を習得しているため、コムルーン火山の関連イベントで冥術研究所を建設しておかない限り、継承によって冥術を使用可能にはできない。冥術研究所を建設しなかった場合、使用可能な冥術は陰陽師を仲間にした時の2つの初期所有術のみに限られてしまう（基本術の「ペイン」とマスターレベルの高さに応じて習得できる術の中からランダムで1つ選ばれるため、目的の術が初期所有術として選ばれるまでリセットを繰り返すしかない）。他の冥術及び冥合成術を自由に習得したい場合、冥術研究所を建設するしかない（ただし、サラマンダーを仲間にすることができなくなる上に、進め方次第では冥術研究所が建設不可能になることもある）。
『リベンジオブザセブン』では、コムルーン火山の大噴火後に出現した冥術の魔導書がある島の調査を進めると仲間になるため、サラマンダーは仲間にすることができない。また、獲得できる陣形は五角形に陣を取って天系統攻撃と冥系統攻撃を強化する「陰陽天星陣」。
忍者（女）
声 - 鈴代紗弓
アプリ版とリマスター版で追加されたクラス。「アザミ」など花に由来する名前が付けられる。
アプリ版とリマスター版の追加ダンジョンのイベントを進めると帝国に加えられる。体術が得意で素早さが高いため、格闘家よりも体術の威力が高く安定しているが、体力やLPといった耐久面は格闘家よりも劣る。また、ある程度の武器も得意とする。アプリ版ではダッシュ中の視界狭窄を抑えられる（リマスター版では視野狭窄がない）。陰陽師と同様、アプリ版だと年代経過では皇帝に即位できないため、パーティ内継承で皇帝にする必要があったが、リマスター版では年代経過で皇帝に即位させることが可能になった。
『リベンジオブザセブン』ではチョントウ城関連のイベントにて登場し、獲得できる陣形は、クナイの陣形で連携ゲージ率を上げる「飛苦無」。最前列は狙われやすく、最後列は狙われにくくなり、それぞれ素早さも強化できる。
帝国鍛冶職人（女）
声 - 長谷川育美
『リベンジオブザセブン』で追加されたクラス。「フロスティ」「フィアラル」など北欧神話に由来する名前が付けられる。
当初は鍛冶屋の受付担当として登場し、特定の条件を満たすことで戦闘員としても加入する。槌や斧が得意。
獲得できる陣形は、デバフらしいデバフがなく、物理攻撃と物理防御を強化する「鉄槌陣」。
踊り子（女）
声 - 古城門志帆
『リベンジオブザセブン』で追加されたクラス。「リコリス」「ロリカリア」など熱帯魚に由来する名前が付けられる。小剣と水術が得意。
前述の人魚イベントを発生させると後の世代で登場するが、こちらは正真正銘の人間である。過去にマーメイドで起こった、皇帝が人魚が姿を変えた踊り子と駆け落ちした伝説に憧れて踊り子として働いている。
獲得できる陣形は、「ホーリーウォール」の前列中央が前に出た形で両サイドが狙われにくくなった（前列中央の1名に攻撃を集中させる）「チャームドライブ」。
せんせい
『リベンジオブザセブン』に登場。『Sa・Ga2 秘宝伝説』からのゲスト出演で、本筋のストーリーには関わらない余興的なキャラクター。総計50体のせんせいが世界各地のマップに点在しており、それを見つけると都度スタンプカードに記録され、5体見つける毎にプレイヤーの利益になるシステムが解放されていく。
大神官
声 - 山口恵
『リベンジオブザセブン』に登場するキャラクターだが、初出は舞台演劇『SaGa THE STAGE 七英雄の帰還』。オアイーブの父親で、当時の国王の側近だが、国王は既にお飾りな状況であり、実質的に王国を支配している人物。自身の権力欲や支配欲のために七英雄（特にワグナス）が邪魔になり、国王を謀殺してその罪をワグナスに擦り付け、国民には「七英雄は魔物を取り込んだ結果、心が魔物化した」と虚言を広める。ワグナスの公開処刑を行う事で、残りの面々が救出に来るのを見越して、サグザーを唆してワグナスが救出された直後に次元転移装置を使い別次元へ追放させる。七英雄が古代人への復讐へ至った元凶。
商人
アプリ版とリマスター版に登場。『リベンジオブザセブン』には登場しない。
アプリ版とリマスター版の追加ダンジョンで出現し、最初は高額な値段で売りつけるが、イベントを進めると魔物に襲われている所を皇帝に助けられ、それ以降は値下げするようになる。
ゴブリン
オリジナル版にも登場しているモンスターだが、かつて七英雄が戦った時代では人の言葉を話せるゴブリンも存在した。
アプリ版とリマスター版の追加ダンジョンのイベントを進めると陣形書を落とし、それをアバロン城の陣形訓練所に渡すと、素早さと物理武器の攻撃力が上がる「ゴブリンアタック」を取得できる。
『リベンジオブザセブン』には、アプリ版とリマスター版の追加ダンジョンに出てきた人語を話すゴブリンは登場しないが、陣形は別の方法で入手できる。
破/滅/罪/邪の記憶
アプリ版とリマスター版で追加された登場モンスター。アプリ版とリマスター版の追加ダンジョンにて4か所のダンジョンにそれぞれおり、かつて七英雄が戦ったモンスターたちである。モンスターが世界中に現れた原因や天変地異が発生する原因を知っており、それに関連する七英雄を「同化の法を使って他の生物の肉体や魂を弄ぶ存在」として批判しており、死をもってその宿命を終わらせようとした。バレンヌ皇帝たちはこの記憶の存在と戦うことはできるが、本体というバックアップを持つ七英雄に死を与えようとした存在にふさわしく、敗れた場合は伝承法が発動することなくゲームオーバーとなる。当時の記憶の再現であるため、対峙する皇帝たちを自身を倒しに来た七英雄だと認識している。
『リベンジオブザセブン』には登場しない。
ドレッドクィーン
声 - 野々山恵梨
アプリ版とリマスター版の追加ダンジョンにて戦うことができる、かつて七英雄が戦い討伐したモンスターで、当時のターム族の女王。全ての人間（=当時の古代人）を従えることを目論み、そのためにまずは七英雄を従わせようとしていた。全モンスターの中で唯一、術「クイックタイム」を使用すると「クイックタイム返し」を使い無効化する。2つの形態を持ち、第1形態を撃破すると立て続けに第2形態と戦闘になる。攻撃回数こそ2回までだが、その強さは七英雄本体に匹敵する。
『リベンジオブザセブン』では、クリア後の裏ボスとして登場。七英雄と戦った事はアプリ版とリマスター版と同じだが彼女を倒す事ができず、彼女と巣となる恐妃の都そのものを封印した。彼女を倒す事が「強くてニューゲーム」の開放条件となっている。

## 地域
北バレンヌ地方
北西端の地方。バレンヌ帝国の首都であるアバロンがある。その他には封印の地、ウォッチマンの巣、ゴブリンの穴、七英雄クジンシーによって占拠された港町ソーモンがある。かつてバレンヌ帝国は世界統一に乗り出し最大版図は東方を除いたほぼ全ての地域まで及んで世界に君臨したがやがて衰退、建国から千年経った現代では過去の事績は多くは伝わっておらず、各国君主の皇帝に対する敬意と警戒に名残りがあるのみ。伝承ではなく記録で残っている時代の版図では北バレンヌ地方と南バレンヌ地方を支配してヴィクトール運河を建設したのが帝国の全盛。本編開始の時代には北バレンヌ地方の南西側4分の1を占める程度の小さな国になっている。
南バレンヌ地方
格闘家達の修行場である龍の穴のほか、格闘家の庇護下にある町ニーベル、モンスターの巣がある。かつてバレンヌ帝国が築いたオレオン海とロンギット海を結ぶヴィクトール運河があり交通の要衝となっていたが、そこに七英雄ボクオーンの配下の者が運河要塞を築いたため、通行権を握られて自由な通行ができなくなっている。運河要塞が除かれるとミラマーという運河の両岸にまたぐ町が生まれ、やがて建設される東西を繋ぐ橋はレオンブリッジと命名される。

ルドン地方
宝石鉱山とかつて鉱山によって栄えていた町ティファールのほか、南に広がるナゼール地方に続くルドン高原がある。ルドン高原のアクア湖にはネレイドが居る。また、ハリア半島経由でのヌオノへの侵入路の起点がある。本編開始の時代には宝石鉱山との交易は途絶え、バレンヌ帝国にとって鉱山の現状は不明になってしまっている。
その地下深くには、生命力を吸い取る魔石なる鉱物が眠っている。
カンバーランド
北バレンヌ地方の東、オレオン海の対岸にある国。ハロルド王と3人の子が治めているが、モンスターと結託した宰相サイフリートの陰謀が渦巻いている。ダグラス、フォーファー、ネラック城とサイフリートの砦がある。また、南に広がるステップとの境界には、モンスターの侵入を防ぐため長城が築かれている。
全地域の中でも、制圧までには特に多様なストーリー分岐があり、選択・行動によっては制圧失敗が容易に確定することもある一方で制圧までの過程を選択・行動次第で大きく省略することもできる。
ステップ
背の高い草の生い茂る草原が広がり、遊牧民族のノーマッドが移住生活を営んでいる。オレオン海沿岸にはマイルズという町がある。メルー砂漠との境界にはワイリンガ湖が広がる（ステップ側からは侵入不可）。七英雄ボクオーンはノーマッドが使う痛み止めの薬草に目を付け麻薬を作り出し、草原に築いた船型の地上要塞を拠点に麻薬密売を行なっている。
サバンナ
草原で、西と東と南に集落がある。北西でステップ、南東でサラマットに接している。地下からのタームの脅威にさらされており、既に一部の集落はタームによって壊滅している。またモールという地底族も住んでいるが、人間との接触はなく、伝説の存在となっていた。
メルー地方
メルー砂漠が広がる地方。北のワイリンガ湖湖畔にビハラ、東のイロリナ川沿岸にテレルテバがあるほか、砂漠をさまよう移動湖がある。テレルテバには住人が聖なる塔として扱っている古代の遺跡があり、塔の調査を目的とする七英雄ノエルが配下のモンスターに占拠させている。
フィールドには流砂による一方通行の場所が張り巡らされており、その影響を受けないモンスターとの戦闘を回避するのは困難。
地図へシフトできる場所がないため、一度入ると脱出がやや面倒な地域の一つ。
サラマット地方
サラマットと呼ばれる熱帯雨林が広がる地方。男性を魅了する力を持つ七英雄ロックブーケが支配するエイルネップ、それに反抗する女達によるアマゾネスの村、漁村のムリエ、そしてサラマットの奥に沈んだ塔がある。エイルネップには古代の遺跡があるが巨大な石像の守護者に守られており、ロックブーケは調査のために魅了した男達に守護者を倒させようとして、いたずらに犠牲を増やす状況になっている。
メルー同様地図へシフトできる場所がない。
コムルーン島
サラマットの北に位置する火山島。中央部にコムルーン火山がそびえる。町は島の沿岸部に人間が住むツキジマとコムルーン火山の麓にサラマンダーが住むゼミオがあり、他に魔道士の砦がある。また西側の海底には古代の遺跡がある。サラマットのムリエからツキジマへの船が出ている。武装商船団を皇帝にし、コムルーン海峡経由の航路を開拓すればフォーファーからも渡航可能になる。
北ロンギット地方
武装商船団が幅を利かせている地方。モーベルム、メッシナ鉱山がある。ロンギット海に伸びるハリア半島の先端は水路・陸路ともに侵入困難な天然の要害となっており、武装商船団はここに本拠地ヌオノを構えている。
南ロンギット地方
海女の住む村トバと人魚伝説の村マーメイド、魔女のほこらがある。沈没船イベントをクリアし、ロンギット海の嵐を鎮めれば制圧できる。その為、特殊なイベントがあまりないにもかかわらず制圧はまず後半に限定される。
ナゼール地方
荒地と雪原の広がる地方。遊牧民であるサイゴ族と家畜であるムーの越冬地。遊牧ではなく定住生活を送るサイゴ族の村、東のダンジョン、南のダンジョン、子供と子ムーが迷い込んだ洞窟、詩人のどうくつがある。この地方の洞窟では更なるモンスターの力を求めて七英雄ダンターグが徘徊している。ナゼール海峡は冬の間は海面が凍結するため、遊牧しているサイゴ族はムーを引き連れて移動して越冬して、暖かくなって溶ける前に再び南の氷海地方に帰っていく。
ヤウダ地方
和風の国。ユウヤン、リャンシャン、チョントウ城、ハクロ城がある。後に七英雄ワグナスによってハクロ城の一部が浮遊城となり、上空から町を襲撃するようになる。イーリスの住むチカパ山もある。
アウストラス
メルー砂漠の南に広がる極寒地方。大昔は古代人が住んでいた雪の遺跡、砂の遺跡がある。制圧はできない。
トーレンス
ヤウダ地方の東、チカパ山を越えた所にある地方。ヤウダ地方を制圧することで行ける。オアイーブなど、異世界に行かずに残った古代人が隠れ住む「忘れられた町」がある。制圧はできない。
氷海地方
ナゼール海峡の南に広がる極寒地方。多くが氷に覆われている氷海があり七英雄のスービエが拠点にしている。夏期のムーの住みかと氷の遺跡、そしてムーでも住むことができない大氷原がある。制圧はできない。

## 開発
本作は20人のスタッフの手によって、1年をかけて開発された。
前作の発売から新卒採用された社員が入社する4月までの間、河津の周りにはスタッフがいなかったため、河津は次回作の構想を練る十分な時間を得られた。
主人公が代替わりする「皇帝継承システム」は、『魔界塔士Sa・Ga』の開発期間中に河津が、「空間面での自由を保障する『魔界塔士Sa・Ga』に代わる自由」として、「最後が決まっている中で、約1000年の歴史が動く」ものとして考案した。
シナリオの構築はシステム開発と並行して行われた。
開発当時は十分なROMの容量を確保できなかったため、あらかじめ容量を割り振る必要があり、シナリオもそれに合わせなければなかった。このときボスキャラクターの数を7体にするということが決まり、のちの七英雄へとつながった。七英雄は七福神をヒントに生み出され、それぞれの名前はJRの山手線からとられた。七英雄のうち、最初に作られたのはスービエであり、スクウェアのオフィスがあった恵比寿と七福神のえびすのダブルミーニングを兼ねて命名された。スービエにならい、山手線の駅名のアナグラムを作ったところ、うまくかみ合ったため、ほかのメンバーも同様に名付けられた。ただし、河津は女性メンバーの名前を考えるのには苦労しており、ロックブーケは七英雄の中で最後に名前が付けられた。また、ロックブーケの兄であるノエルは七英雄の中の主役として設定された。さらに、「前作とは異なる形の敵にしたい」という考えから、七英雄を「1000年前から生きている古代人で、互いの仲はあまりよくない」という設定にした。時間の経過に伴い七英雄が勢力を広げるというアイデアもあったが、難易度が上がりすぎるおそれがあったため、実装は見送られた。
河津は2016年の4Gamer.netとのインタビューの中で、「今思い返せば、『皇帝継承システム』によってカットされた主人公のキャラクター性が、七英雄に回ってきたのかもしれない」と振り返っている。
本作がバーチャルコンソールで配信される際、七英雄の一人であるボクオーンが麻薬を密造しているという設定からコンピュータエンターテインメントレーティング機構（CERO）のレーティングではB（12才以上対象）に指定された。市川は、アプリ版の追加ダンジョン「追憶の迷宮」のテストプレイを通じ「なぜ麻薬を密造しているのかなと思ったけど、変えるべきではないと思っている」とファミ通とのインタビューの中で述べている。
テレビCMは1995年上旬にスペインのシグエンサで撮影され、神父風の衣装を着た老人を除いて出演者は全員現地の一般人である。

### 主な制作スタッフ
- 河津秋敏 - 開発指揮、ゲームデザイン、シナリオ
- 伊藤賢治 - 音楽
- 小林智美 - キャラクターデザイン
- 小泉今日治 - バトルデザイン
- 篠宮淳一 - メニューデザイン
- 髙井浩 - バトルエフェクト、バトル背景、モンスター、タイトル
- 穴澤友樹 - チーフプログラマー

## 関連商品

### 書籍
- ロマンシング サ・ガ2 冒険ガイドブック（NTT出版 / 1993年12月） ISBN 4871882608
- ロマンシング サ・ガ2 基礎知識編（NTT出版 / 1993年12月） ISBN 4-87188-261-6
- ロマンシング サ・ガ2 完全攻略編（NTT出版 / 1994年2月） ISBN 4-87188-262-4
- ロマンシング サ・ガ大全集 COMPLETE WORKS 1 through 3（デジキューブ / 1997年7月） ISBN 978-4925075084
- SaGa Series 20th Anniversary サガ クロニクル（スクウェア・エニックス / 2009年9月） ISBN 978-4757526464
- SaGa Series 30th Anniversary Edition サガ クロニクル（スクウェア・エニックス / 2009年9月） ISBN 978-4-7575-6919-5
- 時織人 小林智美ロマンシングサ・ガ画集（NTT出版 / 1994年7月） ISBN 4871883051 - 画集
- 楽しいバイエル併用 ロマンシングサガ2（ドレミ楽譜出版社 1998年12月） ISBN 4810826295 - 楽譜

### 音楽CD
- ロマンシング サ・ガ2 オリジナル・サウンド・ヴァージョン（NTT出版 / 1993年12月）
- ロマンシング サ・ガ2 エターナル・ロマンス アレンジ・ヴァージョン（NTT出版 / 1994年2月） ISBN 4871882799
- 伊藤賢治ピアノ作品集 Everlasting Melodies（サイトロン・デジタルコンテンツ / 2006年6月）

## 移植版

### アプリ版
2011年には携帯電話向けアプリとして移植された。SFC版のバグや表記ミスに関してはおおむね修正された（武具性能の数値の誤り、デバッグモードなどゲームに支障があるもの）。ただし、「一部の技・見切りが技道場に追加されない」「開発した全身鎧のランクが一時的に下がる」などの現象はSFC版をそのまま引き継いでいる。システム面においては、理力を計測する理力計、戦闘回数を教えてくれる大臣などが追加。また、メニュー画面のUIも一部修正された。アプリ版独自のイベントやクラスなどが有料ダウンロードコンテンツという形で配信されたほか、「アバロンの園」が無料ダウンロードコンテンツとして配信された。スーパーファミコン版ではバグを利用して大金を得るという方法が存在したが、移植に伴いバグが除去され、「アバロンの園」はその救済措置として用意された。

### リマスター版
河津は『エンペラーズ サガ』の開発・運営が始まったころから本作をスマートフォンへ移植することを熱望しており、国内外のメーカーに相談していたものの、当時はスマートフォンの性能が不十分だったため、河津の満足できる結果は得られなかった。そこへ藤本則義がドラゴンクエストシリーズの移植実績のあるアルテピアッツァを紹介し、最終的にはアプリ版を基にしたリマスター版の制作が実現した。リマスターに際し、ゲームバランスを易しくするといったことも考えられたが、最終的には「アプリ版をほぼそのままPS Vitaとスマートフォンに向けて移植する」というコンセプトが立てられ、バグの修正にとどめられた。グラフィック面でも同様に、あえて高解像度化はせず、スーパーファミコン版のドットを何倍にも拡大する形でグラフィックを再構成した。ただし、フィールド内で敵の攻撃を避けて動くことが重要視される本作では建物やキャラクターのサイズを変えてしまうとゲーム性に影響が出るおそれがあったため、キャラクターや建物の大きさの比率を保ったままグラフィックを刷新する方針が立てられ、その一環としてキャラクターが1歩動くマス目のサイズを36ドットに設定した。その一方で、七英雄をはじめとするボスキャラクター戦にはアニメーションが導入された。また、インターフェースはスマートフォン向けに片手で操作できるように再構成され、プレイヤーによる調整にも対応した。さらに、リマスター版はアプリ版の追加要素を設定でオフにすることも可能であり、オフにした場合はスーパーファミコン版に近いゲームバランスとなる。
リマスター作業の最初のころ、河津は街の様子が『ドラゴンクエスト』のようだと思っていたが、開発が進むにつれ考え方を改めた。市川は「ライバルタイトルである『ドラゴンクエスト』を作った会社だから、変なものは作らないだろうと考えていたが、社長の眞島真太郎さんまでがグラフィックを描くほどの総力戦になるとは思っていなかった」と4Gamer.netとのインタビューの中で、振り返っている。本作の開発にはUnityが用いられており、複数のプラットフォームでの配信に役立てることができたほか、問題が発生してもインターネットで調べることによって解決することができた。リマスター版のテクニカルディレクターを務めた吉岡直人は「アプリ版のデータがあったおかげでプログラム面ではわりとスムーズに移植できた」とUnite 2017 Tokyoの基調講演で振り返っている。
2016年3月24日、スマートフォン/Vita向けのリマスター版の配信が行われ、このうち、スマホ版は同年5月26日に英語版が配信された一方、Vita版は英語への対応作業中だった。2016年12月、河津は、Vita版への英語化作業中に問題があったため本来の予定より遅れることを発表した。2017年12月15日、Vita版の英語版が発売された。同日、PC・PS4・Xbox One・Switch向けのリマスター版が発売された。

### アプリ版・リマスター版の追加要素

#### 強くてニューゲーム
アプリ版・リマスター版で追加された機能。既存のセーブデータをコンバートして、最初からプレイできる。
引き継ぐ事ができるのは以下の通り。
- 今まで入手した武器、防具
- 技道場に登録された覚えた技、見切り、術、合成術
- 帝国金庫の貯え資金
- パーティー全体の武器と術のマスターレベル

#### 追憶の遺跡
アプリ版・リマスター版で追加された新ダンジョン。北ロンギットという地域で情報を得ることで南ロンギットに追加される。南ロンギットに移動できるようになりさえすれば、それ以外に条件はない。
内部には4つのダンジョンがあり、それぞれ10階層もの広域ダンジョンとなっている。ダンジョンによって、出現するモンスターの種類が異なっており、また上記の通り敵の強さは階層によって固定。その為、逃走のし過ぎなどで敵が倒せなくなってしまった救済措置として利用できる。逆に、戦闘回数が少ない状態でも技術点の高い敵を相手にして稼ぐこともできる（主に強くてニューゲーム時）。
宝箱の中身はその階層に入った時点でいくつかある候補の中でランダムに選択される。1～7階層と8,9階層とで中身の候補が異なる。8,9階層ではラストダンジョン級のアイテムが入手できる場合もある。一度開けた宝箱は脱出後に復活するため、延々繰り返すことでレアアイテムを増やすこともできる。欲しいアイテムを短時間で入手したい場合、階層の移動をするオーブの前でセーブ→階層の移動後に宝箱を開けて欲しいアイテムが出現しなかったらリセット、欲しいアイテムが出現するまでこの繰り返しを行う必要がある。ただし、特定のダンジョン内で装備品の開発材料となるアイテムが入手可能だが、一度入手したら宝箱が復活しないため、再入手は不可能。アバロンの工房にいる鍛冶職人に渡すことで、装備品の開発を依頼することができる（開発可能な装備品は武器か防具、どちらか片方のみ）。通常の装備品開発と違い、開発に必要な資金の調達と戦闘回数による時間経過は不要だが、店頭販売及び年代ジャンプによる量産は不可能。実質的に量産するには、強くてニューゲームを繰り返すしかない（開発材料となるアイテムは、強くてニューゲームで引き継ぎできないが、装備品の引き継ぎは可能）。
4つのダンジョンの特定の階層にはそれぞれ陰陽師、忍者、商人、人語を話すゴブリンのイベントが発生し、陰陽師と忍者は仲間として加入、ゴブリンは新たな陣形を入手、商人は他の町では買えないアイテムを売っている。
階層の移動にはオーブを調べる必要がある。前の階層には戻ることはできず、脱出には白いオーブを調べないといけない。
最奥部には○○の記憶という名のドラゴン型のモンスターが存在しており、撃破すると同名のアイテムが入手できる。倒さずに帰還することも可能。4つの記憶を集めると、隠しボスであるドレッドクィーンとの戦闘が可能となる（こちらは突入して少し進むとボス戦となっている）。ただし、○○の記憶とドレッドクィーンとの戦闘で負けると伝承法が発生せず、ゲームオーバーとなる。

### リベンジオブザセブンの変更・追加要素

#### 戦闘システムの変更点
本作の戦闘では『サガ スカーレット グレイス』や『サガ エメラルド ビヨンド』とは別種のカウントタイムバトル的なタイムライン制が採用され、画面左上部に行動順が表示されるようになった。これによりクイックタイムなど一部の術法の仕様が変わり、退却による敵ランクの上昇が廃止された。また、技ポイント（WP）と術ポイント（JP）が廃止され、BPに統合された。なお、BPは技や術の使用時以外に、逃走時にも減少する。
エンカウントはオリジナル版と同じくシンボルエンカウント制だが、敵シンボルの姿が種族別の大まかなものではなく、実際に戦闘する敵（のパーティを代表する）キャラクターそのものの姿となったため、戦闘に入る前から戦略が立てやすくなった。また、敵シンボルに気付かれていない状態で背後を取った場合のみ、自ら斬りかかる（決定ボタンを押す）ことで先制攻撃を仕掛けることができ、1ターン目に敵より早く行動できることに加え、敵全体に少量のダメージ・味方の連携ゲージ上昇といったメリットが得られる。一方、敵シンボルに背後から接触されるか、一部の敵シンボルが持つ突進で接触されると敵の先制攻撃を受けることとなり、1ターン目の味方行動不可・陣形がフリーファイトへ強制変更・一定ターン経過まで退却不可といったデメリットが発生する。

#### クラスの追加・変更点
忍者と陰陽師はそれぞれ特定の地域で出会えるように変更され、新クラスとして帝国鍛冶職人と踊り子が追加された。ただし、陰陽師は加入条件の関係上、実質的にサラマンダーと二択となる。
また、全クラスに固有の戦闘陣形とアビリティが追加された。前者はオリジナル版で陣形が習得できなかったクラスに対して新たな陣形が用意された形で、習得方法そのものに変更はない（該当クラスを皇帝にした状態でアバロン宮殿内の訓練所に行くと習得できる）。また、全ての陣形でパーティーメンバーの配置順が自由に変更可能になった。後者はゲームをある程度進めると解禁され、未習得のクラスは戦闘回数30回で各クラスに応じた「固有アビリティ」を習得できるようになる。更にゲームを進めることで「極意アビリティ」も解禁され、こちらは固有アビリティを習得したクラスが更に30回戦闘を行うことで極意を習得し、以降は習得したクラスがパーティーに入っていない状態に限り、他のクラスでもそのアビリティが使用できるようになる（アビリティ1種類につき1名）というものである。これ以外にも一定条件を満たすことで解禁される極意アビリティも存在する。
なお、クラスごとの固有装備（ホーリーオーダーの「聖騎士の盾」やシティシーフ女の「ヒールのサンダル」など）は取り外し可能となり、入手は初採用時に装備している1点ずつのみとなった代わりに、一度入手すれば別のクラスや世代でも自由に使用できる。

#### 都市開発の追加・変更点
都市開発にレベルが追加され、戦闘勝利回数に応じてレベルが上がるアバロンの樹を除き、一定数以上の地域を制圧すると建設済みの施設のレベルを上げることができるようになった。武具開発も変更が入り、アバロン市街に配置される鍛冶屋にて必要な素材と費用を投入することで開発を依頼する形となり、素材と費用があれば一括で開発を依頼することも可能となった。工房のレベルを上げることで一部ドロップアイテムの強化改造も解禁される。
また、帝国大学には、軍師の加入条件としての存在意義以外にも、科目別の試験（入学試験と同様の択一形式問題）に合格することで様々な報酬が得られる「帝国試験」の受験や、音楽室でのサウンドテスト、資料室での「七英雄の記憶」の回想など、施設そのものに様々な機能が追加された。
最終皇帝の代で開放される鍛冶屋と帝国大学の最終レベルへ上げると、鍛冶屋で開発した武器、閃いた技、見切り、術法が年代ジャンプを挟まず即座に商店、技道場、術法研究所に登録される。
なお、パーティー編成は各地の酒場で行えるようになったため、帝国新市街の開発は廃止された。

#### 皇帝継承の変更点
本作の皇帝継承は、一度皇帝になったクラスは年代ジャンプや全滅、後述の退位による皇帝継承の候補から基本的に外されるようになり、七英雄の本体との対決は必ず最終皇帝で戦う事になる。
ジェラールが皇帝に即位して1年後の1001年から最終皇帝が選ばれるまでの間に限り、任意で退位による継承を実行できるようになった。次の皇帝候補はパーティー内のキャラクターから優先的に選ばれる。退位による継承では年代ジャンプは発生しないが、連続で退位を行うことはできない（皇帝が死亡した場合など、年代ジャンプを伴わない継承の後であれば再び可能となる）。

#### 技・術法の変更点
本作で技・術法を使用するには、装備キャラクターの武器・術法レベルが、対象となる技・術法の必要レベル以上でなくてはならない。一部の技には術法の属性が付与されている。
新しい術法は戦闘後に閃くように変更され、年代ジャンプが発生する事で術法研究所に登録される。合成術は各地の宝箱から入手できる合成術の魔術書を手に入れることで、術法研究所（Lv2以上）にて開発を行うことができ、開発完了確認後はすぐに登録される。
装備スロットは技・術法は各8つ、見切りは4つまで（装備品固有の技・術法はスロット数の制限外）。
クイックタイムは発動したターンは何も起きず、次のターンからタイムラインで味方全員が先手を取れるようになるという効果に変更された。

#### 連携
『サガ フロンティア』から定番となった連携だが、本作では過去作とは仕様が大きく異なり、画面右下部の連携ゲージを最大まで溜めてから、発動者以外に未行動の仲間が残っている状態で任意に発動できるようになった（連携に参加した仲間はそのターンの行動終了扱いとなる）。
連携ゲージを溜めるには、前述の先制攻撃の他、モンスターの弱点となる武器・属性で攻撃する必要がある。一度判明した弱点は図鑑に記録され、以降はモンスターの下部にアイコンで表示される。連携ゲージの上限は初期状態では1本分のみだが、特定の条件を満たすことで最大2本分まで溜められるようになる。
一度の連携に参加可能な最大人数は、帝国の制圧地域が一定数を超えるごとに増加する。ただし、各戦闘で最初からその最大人数による連携が行えるわけではなく、その戦闘中に連携を行った回数に応じて参加人数の上限が開放される仕様となっており、5連携まで開放されている場合でも、最初の連携は2連携のみ、二度目の連携は3連携まで、三度目の連携は4連携まで、四度目以降の連携で初めて5連携が可能となる。なお、連携に参加可能な人数は戦闘終了時にリセットされ、次の戦闘ではまた2連携から開始となる。周回プレイの引継対象となっているため、引継プレイではやろうと思えば序盤から5連携もできるようになっている。

#### せんせい
『聖剣伝説3ToM』にもあった収集要素で、各地に出没するせんせい（サ・ガシリーズのマスコットキャラクター）を見つけることでカードにスタンプが押され、一定数を獲得するごとにごほうびが与えられる（最大50個）。スタンプは引継の対象となる。

#### 七英雄の記憶
原作やリマスター版では描かれることのなかった七英雄の前日譚。世界各地に散らばる「七英雄の記憶」の断片に触れることで、原作やリマスター版では描かれることのなかった、かつて七英雄が人々の英雄であった頃の出来事を垣間見ることができる。彼らがなぜ人類の敵になったのかが語られており、記憶の断片をすべて集めることで恐妃の都で七英雄の影と戦う権利を得られる。ロマンシング サ・ガ2#舞台『SaGa THE STAGE 〜七英雄の帰還〜』をモチーフとしたストーリーになっており、シナリオは舞台同様、とちぼり木が担当している。

#### 恐妃の都
アプリ版・リマスター版の追憶の遺跡に相当するダンジョン。本編クリアが解放の条件であり、最奥にはドレッドクイーンが待ち構える他、「七英雄の記憶」を全て見ていれば生前の七英雄を模した七英雄の影と戦う権利を得られる。場所は北バレンヌ地方の「封印の地」の奥、本編では封印されていた石碑を調べることで移動できる。七英雄の影は、それぞれ撃破することで強力なアビリティと、更に5ターン以内に撃破することで特別な装備品も獲得できる。

#### 強くてニューゲーム（リベンジオブザセブン）
アプリ版・リマスター版で追加された機能だが、クリア後に上記「恐妃の都」でのドレッドクイーン撃破が必要となった。また、技・見切り・術・合成術は引継対象から外された。
本作から追加された最高難易度「ロマンシング」は引継を前提とした難易度になっている。
引き継ぐ事ができるのは以下の通り。
- 今まで入手した武器、防具
- アイテムのうち重要なものを除いたもの
- 資金
- 武器と術のマスターレベル
- キャラの最大HP・最大BP・武器・術法レベル
- 陣形、極意アビリティ、スタンプ数とそのごほうび
- ライブラリ情報、フィールドマップの解放状況

## 登場キャラクターの他シリーズ作品での扱い
ジェラール
『ロマンシング サガ リ・ユニバース』ではクジンシー、ボクオーンを征伐した後、ロックブーケとの戦いで討ち死にしたとされている。また、伝承法による皇帝の継承で、実の親子による相続はこれが唯一だったとされる。
最終皇帝（男・女）
『エンペラーズ サガ』では、最終皇帝男は「黄金の帝王」、最終皇帝女は「緋色の女帝」として登場する。
タームのクイーン
『エンペラーズサガ』では、娘のロイヤルクィーン三姉妹も登場。タームの軍勢にも人間の様に将軍などの階級が存在することが、彼女らのイベントストーリーで語られる。また、彼女らの繁殖は拉致した人間の男性との交尾という手段で行われ、プラウザ内で入手出来るカードテキストでもユーザーとの関係を求める言葉で綴られている。
七英雄に関しては、後に同社のトレーディングカードアーケードゲーム『LORD of VERMILION』に7人ともゲスト参戦しており、そのフレーバーテキストでは「同化の法」の改良に対する仮称として開発提唱者のノエルが「吸収の法」と呼んでいる。なお、フレーバーテキストにはこれら以外にも各メンバーの設定や、七英雄のメンバー招集までの経緯が書かれているが、これは原作者の河津秋敏自身が書いたものである。なお、同テキストの項では吸収の法の発明以前から7人は魔物討伐に共闘していたと見られる文章があるが、詳細は不明。
キャラクターデザインを担当した小林智美が後に出した画集「時織人（ときおりびと）」には、まだ人の姿を保っていた頃の彼らが描かれている。なお、『LORD of VERMILION』のSPカードとしても新たに書き下ろしており、その際は一部のキャラクターデザインを変更している。
ワグナス
声 - 杉田智和（LORD of VERMILION III）
『LORD of VERMILION』では第1形態の姿で登場。フレーバーテキストによると、古代時代では登山を趣味とする教授職だった。また当初は、心まで魔物となってしまう危険性を物ともしない決心として「世界が救われれば、我々がどう謗られようがかまわんさ」と後に古代人から受ける仕打ちへの皮肉となる発言をしていた。
ロマンシング・サガ大全集によると、実際は古代人に力が向けられ始めた際、彼もまた増長している節があった様子。実際、復讐を除いた現在の目的は天空より見下す神になる、という傲慢なものとなっている。
ノエル
声 - 杉田智和（LORD of VERMILION III）
『LORD of VERMILION』では第1形態の姿で登場。同化の法の改良（吸収の法の発明）の立案者はノエルであり、それをワグナスに提案したとされている。妹のロックブーケより2歳年上とされている。趣味は天体観測。ダンターグやクジンシーとも温厚に接するなど、過去からメンバーのまとめ役となっていた。かつて知識の探求は仲間のためであったが、守っていた古代人に裏切られ追放された為か今はそういう志はなく自身の知識欲のためである。
ロックブーケ
声 - 田澤利依子（LORD of VERMILION III） / 明坂聡美（ゲシュタルト・オーディン）
『LORD of VERMILION』では第1形態の姿で登場。夢はワグナスとの結婚となっている。ダンターグに続く参加者で、当初ノエルとワグナスは反対していたが、2人に置いて行かれると思った彼女の泣き落としを受けて、やむを得ず参加を認めた経緯がある一方で、最後の参加者となったクジンシーだけは近付かれることさえ嫌がるほど真っ向から嫌っている。
『エンペラーズ サガ』ではナビゲーターとしても登場するが、性格は大きく変わっている。
スービエ
声 - 杉田智和（LORD of VERMILION III）
『LORD of VERMILION』では第1形態の姿で登場。ワグナス・ノエルを除くと最初の七英雄への参加メンバーで、「吸収の法の危険は理解しきれないが、ワグナスを信じているからそれで十分」ということでメンバー入りを承諾し、現在の目的がワグナスを支えることであるなど、ワグナスへの全面的な信頼が描写されている。サーフィンが趣味で、建築業に従事していた。
ダンターグ
声 - 近藤浩徳（LORD of VERMILION III）
『LORD of VERMILION』では第2形態の姿で登場。スービエに続く第2の参加メンバーで、ノエルが危険性を教えた上で声をかけて、ダンターグも強さを得られることからそれを承諾した。古代では、傭兵をしながら世界チャンピオン（何の競技かは不明）を目指していた。一片の悔いも無い人生を夢として、トレーニングが趣味。
ボクオーン
声 - 近藤浩徳（LORD of VERMILION III）
『LORD of VERMILION』ではゲームとは違い人間の姿で登場。人形を使うものを吸収対象にしている。古代での職業は法律家で、政界進出と歴史に名を残す偉業を夢としていた。ロックブーケに続くメンバーで、ワグナスとノエルは声をかけていなかった（興味を持たないと考えていた）が、ボクオーン自身が自らの頭脳を売り込んでメンバー入りした。加入の際に人選に関してダンターグとスービエを「力が強いだけ」、ロックブーケに至っては「必要性ゼロ」と批判していた。
漫画版や「時織人」に掲載された人間の姿は老人のものであるが、『LORD of VERMILION』のSPカードで新たに書き下ろされた際は人間姿が中国風の服装をした青年に変更されている。
『エンペラーズ・サガ』や『インペリアル・サガ』では引き締まった体を持つオールバックの壮年の男性の姿で描かれている。
クジンシー
声 - 杉田智和（LORD of VERMILION III）
『LORD of VERMILION』では第1形態の姿で登場。設定どおりノエル以外のメンバー全員から嫌われており（特にロックブーケからは近付かれるのも嫌がられているほど）、ノエルに縋り付く形で最後のメンバーとなった。古代では会社員として働いており、ギャンブルが趣味。吸収の法を得る前はかなり弱かった（ダンターグとボクオーンに至っては戦力外扱いしていた）ようで、目標も強い男となることだった。また、ロックブーケに好意を抱いていたらしい。こうした経緯を経て現代では七英雄の主導権を握ることを目標としている。
『LORD of VERMILION』のSPカードでは貴族のような意匠、『エンペラーズ・サガ』で判明した英雄時代の姿では前述の服装に加え半面を付けた美青年の姿で描かれている。

## 関連作品

### 舞台『SaGa THE STAGE 〜七英雄の帰還〜』
『ロマンシング サ・ガ2』の舞台化。2018年9月 - 10月に埼玉、東京、大阪で公演された。

#### ストーリー
今よりはるか昔―
巨大アリの魔獣タームとの終わりの見えぬ戦いが続いていた時代。
人類存亡の危機を救ったのは、
ワグナス率いる七人の勇者―「七英雄」であった。
だが人のために血を流し、人のために命を賭して戦った彼らに栄光は無かった。
タームの女王クイーンを倒した「七英雄」は、
その力を畏れた者によって異世界に追放されてしまう。
それから長き時の後―。
世が動乱と混迷に見舞われる時、再び現れ、
世界を救うという「七英雄」の伝説は現実となる。
しかしそこに在ったのは、異形の姿に変わり果てた、堕ちた英雄たちだった。
伝えられることのなかった「七英雄」の真実の物語と、
皇帝達の新たなる年代記が、今、幕を開ける―。

#### キャスト
- ノエル - 佐藤アツヒロ
- ワグナス - 中村誠治郎
- スービエ - 平山佳延
- ロックブーケ - 山田菜々
- ボクオーン - 川田祐
- ダンターグ - 岩永洋昭
- クジンシー - 細貝圭

- サグザー - 野村知広
- オアイーブ - 谷口あかり
- オアイーブの父 - 石橋直也
- レオン - 内堀克利
- ジェラール - 佐藤祐吾
- ヘクター - 鐘ヶ江洸
- キャット - 南りほ
- エメラルド - 浜口藍子
- カール：ベイダー - 菅本いくみ
- ケルート：アウ - 我善導
- コッペリア - 茜屋日海夏
- ヒラガ - 原武昭彦
- スカイア - 田畑亜弥
- ソウジ - 新田健太
- リアルクィーン - 斉藤瑞季
- 最終皇帝（女） - 平湯樹里
- 海の主の娘 - 梅田彩佳
- ターム族（アンサンブル） - ANGELLA、松藤拓也、福島悠介、湯田昌次、及川崇治、今井直人、中野裕理

#### スタッフ
- 世界観監修・脚本原案：河津秋敏
- 脚本：とちぼり木
- 演出：佐藤アツヒロ
- 音楽：伊藤賢治

#### 関連商品
- SaGa THE STAGE 〜七英雄の帰還〜 Original Soundtrack（スクウェア・エニックス / 2018年12月）
- 舞台『SaGa THE STAGE 〜七英雄の帰還〜』（東映ビデオ / 2019年3月）

### 漫画
徳間書店インターメディアより本作の漫画版が発売。同社発行の『ファミリーコンピュータ Magazine』に連載されていた。全3巻で1巻の原作者は森本洋、2-3巻の原作者は葉月まゆみ。作画は面堂かずき。巻数の都合上省略されている部分は多いが、描かれたイベントは原作のゲームに比較的忠実である。なお、主人公もジェラール、フリーファイターのオライオン（ヘクターとジェイムズの妹との間の子という漫画独自の設定）、そして伝承法を受けたものの帝位につかないアマゾネスのクリームヒルト（次へと伝承法をしたのち最終皇帝女の衣装を着る独自設定）をはさんで、最終皇帝にジェラール2世（ジェラールの孫でジェラールと瓜二つという独自設定）へそれぞれ世代交代している。
- 1巻（1994年7月） ISBN 419790004X
- 2巻（1994年12） ISBN 4197900066
- 3巻（1995年3月） ISBN 4197900090

#### 漫画版の登場人物
レオン
死亡後すぐジェラールがクジンシーと戦う。
ジェラール
カンバーランド制圧とボクオーン討伐後、宮廷魔術師のアリエスに後を託しオレオン海で自らスービエに殺される。
ヘクター
クジンシーを倒したジェラールさえ認めないが、1年後ボクオーンの配下で運河要塞のヴァイカーに騙され仲間たちと囚われ、ジェラールの突破作戦の際ジェイムズとの一騎打ちに負け、ようやく仲間になる。
後にジェイムズの妹と結婚し、オライオンの父となる。
テレーズ
ヴィクトールに恋心を抱いており、ヴィクトールがクジンシーに殺されてからはクジンシーへの復讐心を顕わにした。
ヒラガ
ミラマーのレオンブリッジの破壊の件やワグナスの浮遊城に侵入する「人力風起こし」開発に登場する。サポートする人形が名前を紹介する。第3皇帝オライオンの時はヒラガ6世で最終皇帝ジェラール2世の時はヒラガ7世。
キャット
アバロンで盗みを働いている所をモンスターに襲われ、皇帝になったばかりのジェラールに助けられる。その後は運河要塞攻略に協力する。
ゲオルグ
ジェラールを尊敬しており、第3皇帝となったオライオンをなかなか認められなかった。最終的に将軍の地位を得ている。
ソフィア
わずかに登場。
トーマ
わずかに登場。
オライオン
ジェラールから皇帝の力を受け継いだ第3皇帝。
フリーファイターのヘクターを父に、ジェラールの配下であったジェイムズの妹を母に持つ設定になっている。作中でもヘクターの次に出てくるフリーファイターとして登場するが、父に似ず生真面目な性格。
酒場で出会った人魚タニアに本気で恋に落ちるが、スービエ一味によってタニアを殺されてしまう。
後に死期を悟り、クリームヒルトに皇帝の力を譲り渡してロックブーケ討伐を見届けた後、傍にいたノーマッドのベスマに自分の亡骸を海に沈めるよう遺言して死去。
その訃報を聞いたかつての仲間にして帝国の将軍となっていたホーリオーダーのゲオルグは内心で悲しみつつも、悲嘆に沈む周囲に「最後まで無責任な奴だ」と言って気丈に振る舞った。
クリームヒルト
アマゾネスのリーダー。オライオンから力を受け継ぐが、一時的な伝承のみで即位はしていない（便宜上、第4皇帝とはなるが）。
ロックブーケ討伐の悲願を果たした後、皇位継承者としてジェラール2世を見いだし、力を受け渡して彼の部下となった。
最終決戦の際、最終皇帝（女）の衣装を身にまとい、ジェラール2世や仲間達とともに七英雄本体と戦った。
ジェラール2世
ジェラールの孫。クリームヒルトから皇帝の力を受け継ぎ即位する。ジェラール同様、争いを好まない大人しい性格。
元々は帝国の一兵士で、竪琴の演奏を得意としていた。また、インペリアルガードのマールバラとは旧知の仲（マールバラと同じインペリアルガードのミネルバも、彼の同僚ということから一応の関係はある）。
最終決戦の後、バレンヌ帝国が独裁制になるのを恐れて退位し、バレンヌ共和国へ変えた。
オアイーブ
皇帝に七英雄討伐の希望を託し、「忘れられた町」の長であるアダーマなど他の古代人達の意志に反して独自に行動をとった。七英雄の本体を倒し瀕死だったジェラール2世一行を、他の古代人達と治療した。
サイフリート
名前のみ登場。
リアルクイーン
七英雄の伝説の絵で姿のみ登場。
古代人たち
現代人を見て途端、「まさか生きて短命種を目にしようとは」と嫌悪に歪ませた顔を見せたり、「ああ、おぞましい」と口にしたりなど、あからさまに現代人を嫌う。
戦う力を身に付けていく七英雄を現代人に次いで嫌い、遂には彼らを切り捨てる目的でターム族襲来の偽情報を流し、七英雄が離れた隙に逃亡していた。
ワグナス
倒された他の七英雄の仇を取るためにバレンヌ帝国に襲撃を仕掛け、最終皇帝となったばかりのジェラール2世を圧倒的な力で追い詰めるものの、原作通り冷気に弱くジュウベイの乱れ雪月花に怯んだ所をアリエスにより開発が終了したばかりのギャラクシィの術法の前に敗北、ノエルに後を託した。力尽きる寸前にジェラール2世に対し、人間たちはオアイーブら古代人たちに都合のいいように利用されているだけだと忠告をした。ノエル、ロックブーケと接触することが多い。原作では鳥系だが巨大な蝶のような姿に変更されている。
ノエル
ロックブーケと世界を旅しておりロックブーケの凶行を止める際、第3皇帝となったオライオンと遭遇するが戦闘せず、その数十年後に大氷原で他の七英雄の本体を守る為に最終皇帝となったジェラール2世と戦い敗北する。ワグナスに妹のロックブーケ共々、人間の姿を保っていると指摘される。
ロックブーケ
老人のオライオンから力を受け継いでエイルネップ神殿の守護者を倒した際、第4皇帝となったクリームヒルトに敗北する。
酒場で第3皇帝時のオライオンと人魚タニアの仲に嫉妬し、テンプテーションで男達に襲わせるが、兄のノエルに凶行を止められる。
スービエ
人魚タニアの里を部下と共に襲撃し、人魚薬を飲んで海中に入った第3皇帝となったオライオン一行に敗北する。人間や他の生物を見下している。
ダンターグ
人間を見下す性格がゲームよりも強調され、サイゴ族の子供と子ムーのいる洞窟で第3皇帝となったオライオンに敗北する。彼の死はワグナス、ノエル、ロックブーケ、スービエを動揺させた。
ボクオーン
直接戦闘はなく、カンバーランド制圧の際にジェラールに討伐されたことが語られるのみ。ワグナスの回想ではワグナスとノエルを諭す描写がある。
クジンシー
レオンの力を伝承したジェラールに敗れ、後にジェラール2世の戴冠式に復活した姿で出現するも、あえなく敗れ去る。
人間から吸収した生命力の一部を配下のモンスターに見返りとして分け与えている。
七英雄の本体（七英雄）
ジェラール2世一行を瀕死に陥らせるが、巨大な心臓形の球体のコアを破壊され消滅した。

### 補足
1. ↑  ジェラールの次の代から最終皇帝の直前の代までの皇帝は、大半のイベントシーンにおけるボイスはなし。
2. ↑  同じクラスの複数キャラクターを加えることはできない。また、同じクラスのキャラクターの中でも、能力値や技能などで個性付けがされている。
3. ↑  継承前にジェラールのLPが0になった場合もゲームオーバーとなる。
4. ↑  『リベンジオブザセブン』では、クジンシー討伐前のジェラールの代で全滅した場合、オリジナル版やリマスター版とは異なりゲームオーバーとなるように変更されている。
5. ↑  『サガ2秘宝伝説 GODDESS OF DESTINY』『サガ3時空の覇者 Shadow or Light』を除く。
6. ↑  ただし、特効の効果自体が即死になっている攻撃が新たに登場している。
7. ↑  序盤のクジンシーを含む七英雄を5人倒す。
8. ↑  オアイーブは最終皇帝に「伝承法で継承できる回数には限度があり、これ以上は継承できない」と告げている。
9. ↑  最終皇帝のLPが0になった場合、パーティーで2番目に配置されているキャラクターが犠牲になる（パーティーメンバーから消滅）事で、最終皇帝のLPが最大値の半分で回復する。
10. ↑  ゲーム開始時とエンディング後の酒場にて、その姿が確認されている。
11. ↑  新日本プロレスの佐賀県唐津市開催に際して、スクウェア・エニックスとコラボし、獣神サンダー・ライガーがドット絵化されている。
12. ↑  例えば植物を吸収したボクオーンは、植物モンスターが弱点とする攻撃に弱い。
13. ↑  『LORD of VERMILION』によると、ダンターグは愛や優しさなどが戦いの邪魔になると考えており、同化する相手によってはそうした感情も取り込んでしまう恐れがあるため、そのような対象を避けて吸収していた。
14. ↑  図鑑の説明で七英雄が戦ったタームのクィーンはドレッドクィーンである事が判明する。
15. ↑  実際には討伐ではなく封印だった。
16. ↑  第2形態から始まった場合はボクオーンのHPを0にした時に最終形態へ移行する。
17. ↑  『リベンジオブザセブン』では「幻体」とワグナスが呼称している。
18. ↑  『リベンジオブザセブン』では、楽器そのものに魔力が宿っており、手に触れずとも自動で奏でる。
19. ↑  具体的に取り入ろうとしていた相手が誰かは明言されていないが、ステップのモンスターと呼応するような動きを見せていたことや、トーマを傀儡（操り人形）にしたり、ゲオルグら兄弟を同士討ちさせようと裏で糸を引く手口、『リベンジオブザセブン』でのボクオーンの形態変化条件に「カンバーランドの滅亡」が追加されたことなどから、ボクオーンと協力関係にあったらしいことが示唆されている。
20. ↑  『リベンジオブザセブン』では、クィーンが死の間際に口から大量の体液を吐くシーンがあり、その際に卵を植え付けたことが示唆されている。
21. ↑  ここでいう「リコリス」とは、リコリスグラミーという熱帯魚を指し、ヒガンバナのことでは無いことに注意が必要である。
22. ↑  リアルクィーン曰く、「七英雄さえ恐れさせた真の姿」らしい。
23. ↑  SFC版では、画面上に表示される数値と実際のデータが異なるものがあった。アプリ版では、画面上に表示される数値に内部データが合わせられている。